# Architettura espressionista

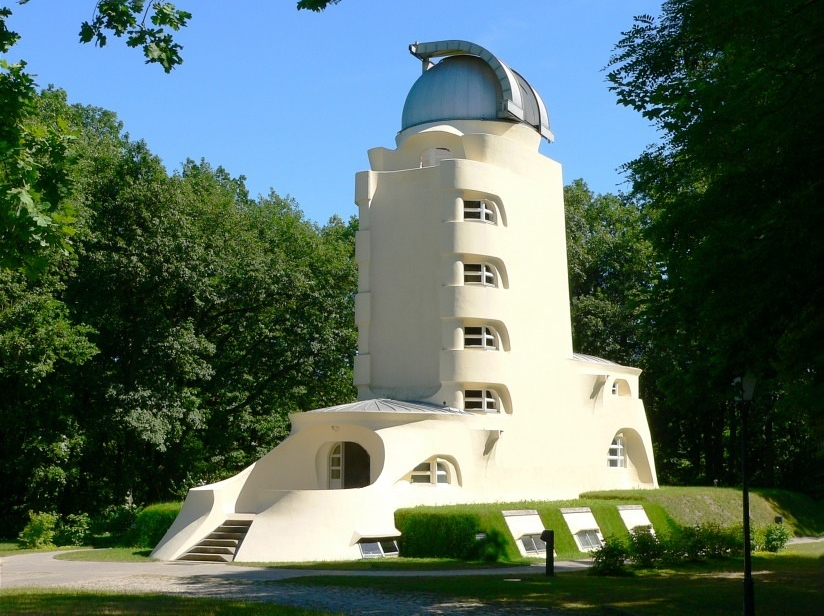
Torre Einstein a Potsdam vicino a Berlino, 1919-1922 (Erich Mendelsohn).

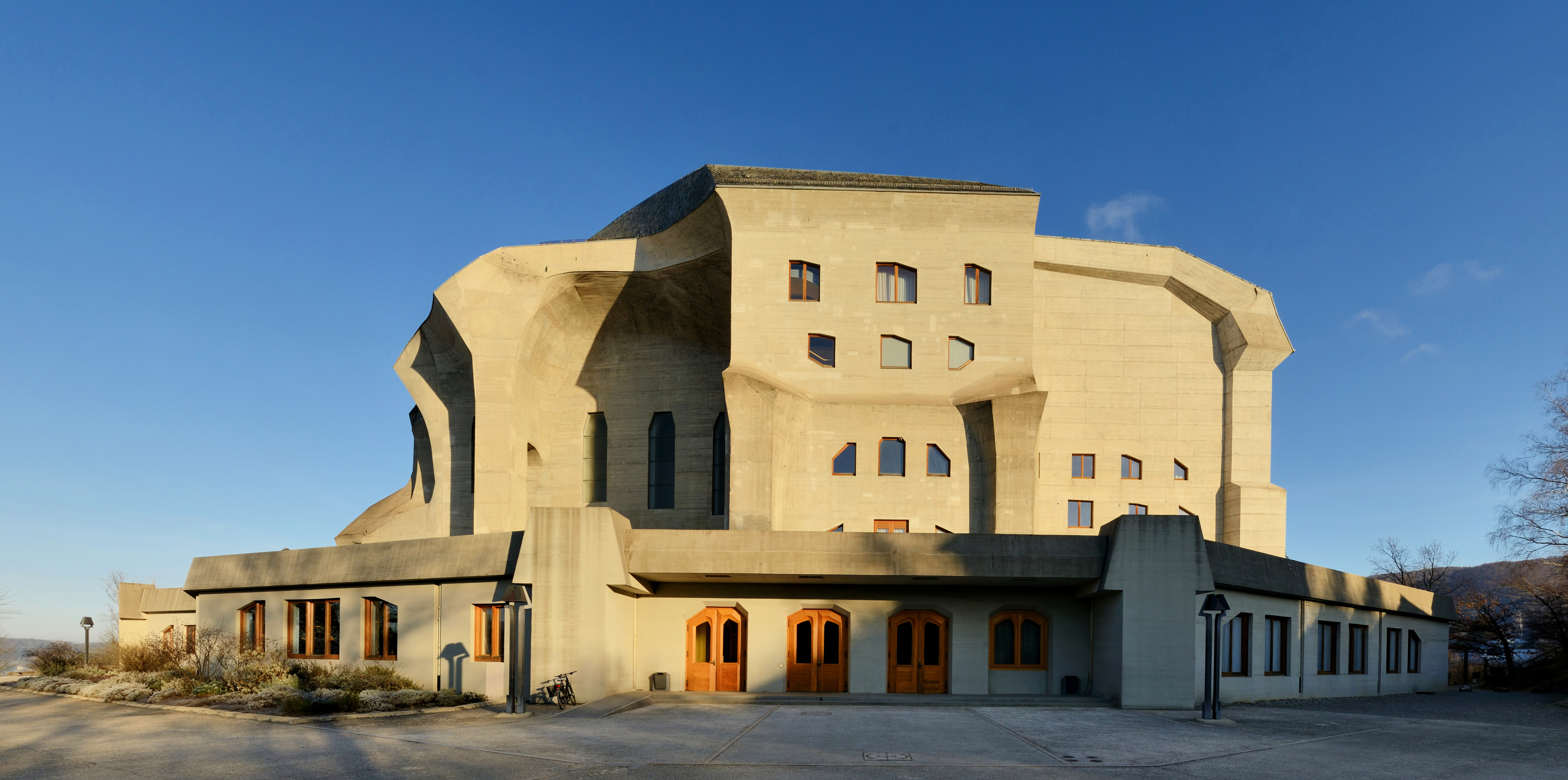
Goetheanum a Dornach vicino a Basilea in Svizzera, 1924-1928 (Rudolf Steiner).

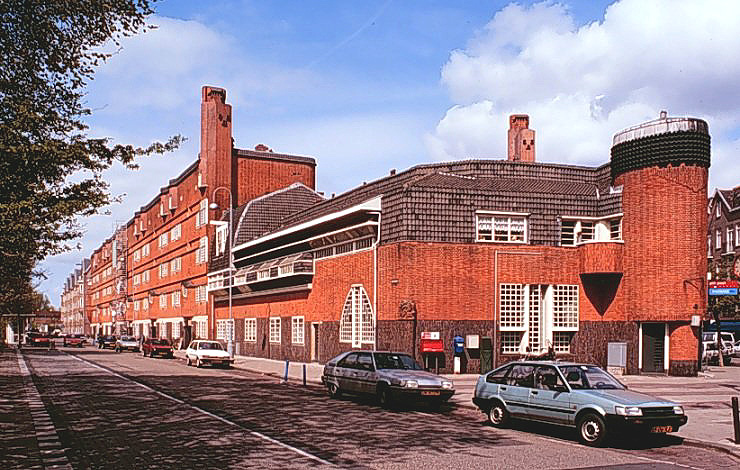
Espressionismo olandese (scuola di Amsterdam), condominio Het Schip ad Amsterdam, 1917-20 (Michel de Klerk).

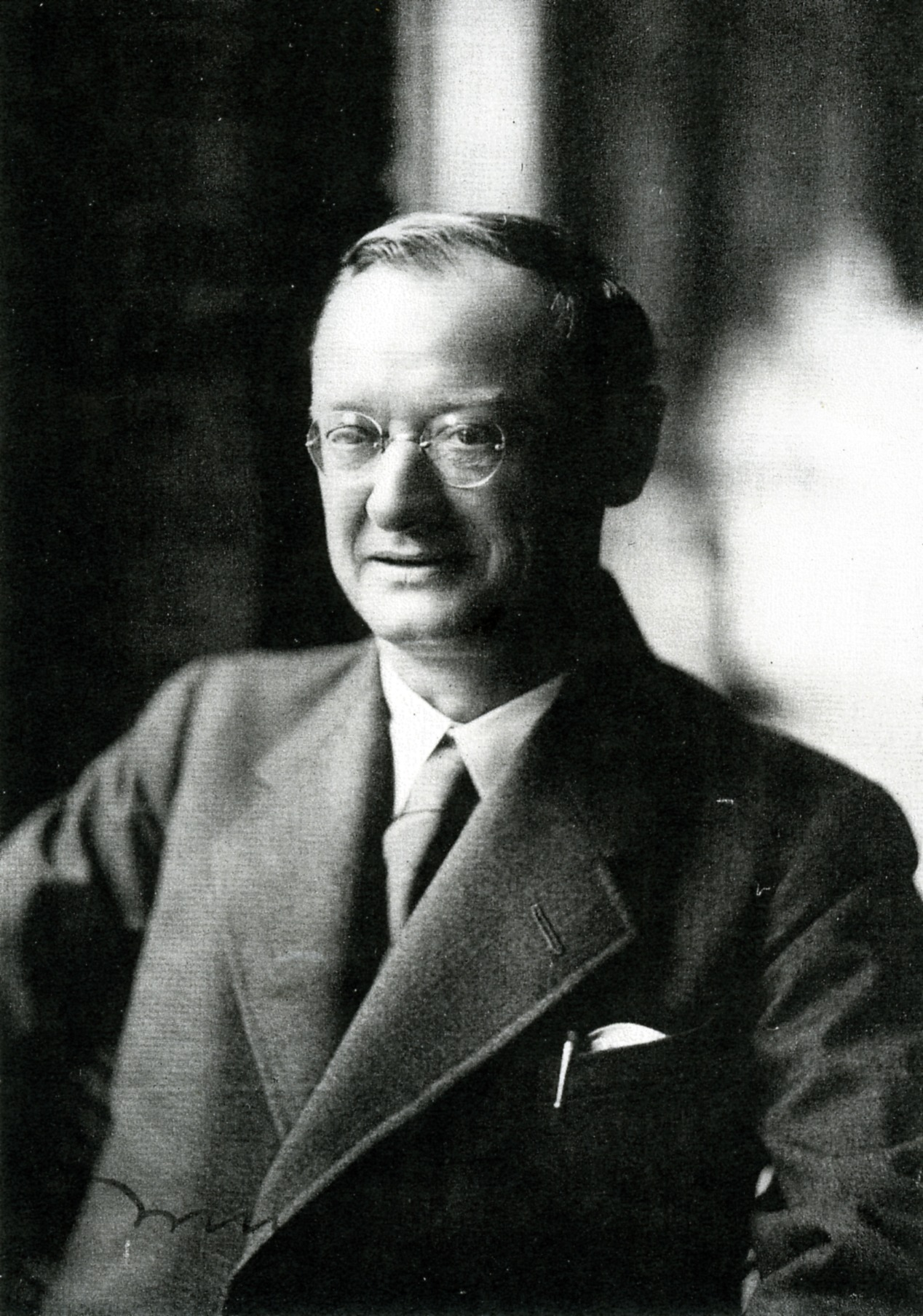
Bruno Taut (1910).

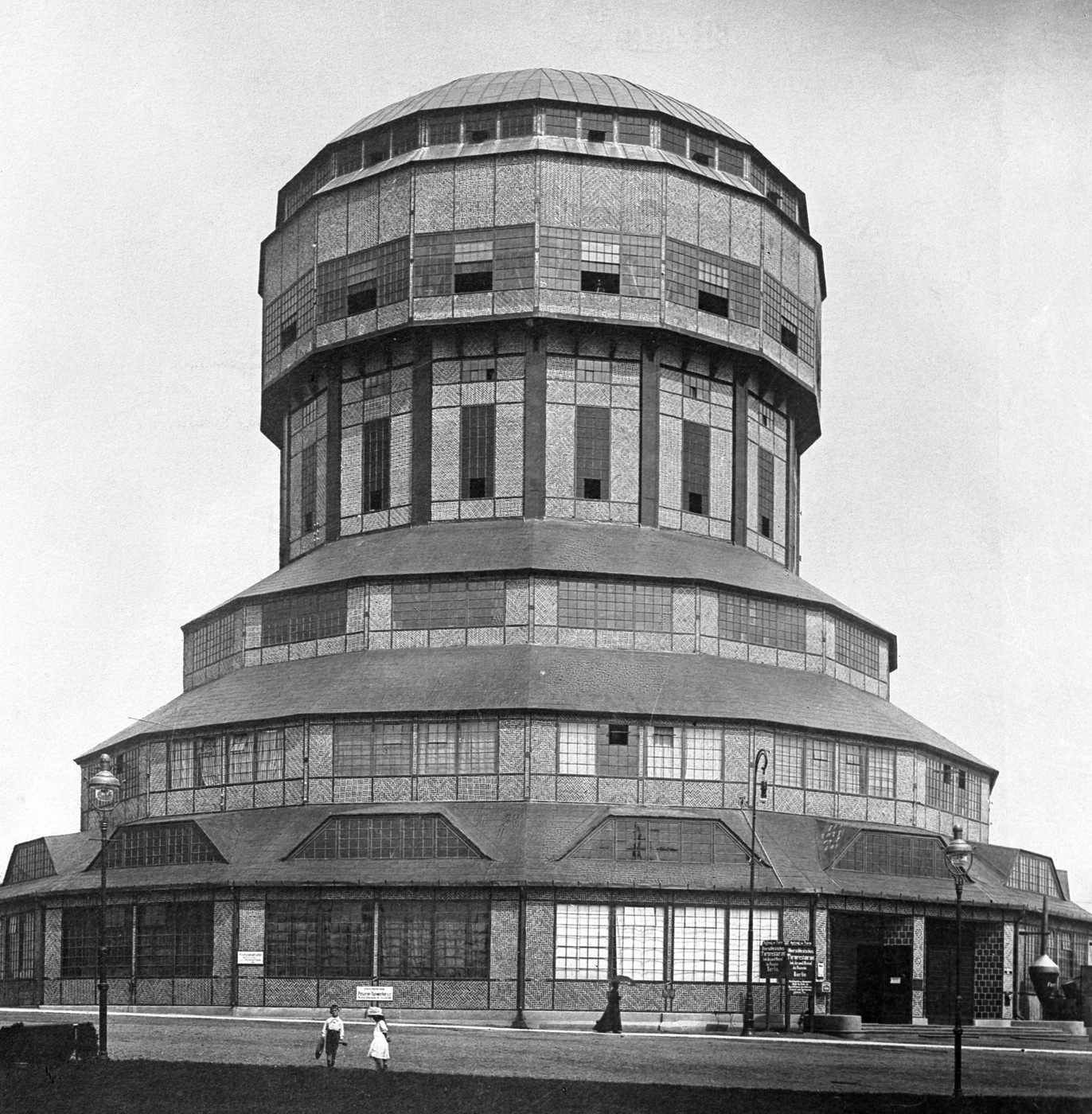
Torre dell'acqua (1911) a Poznań (Hans Poelzig).

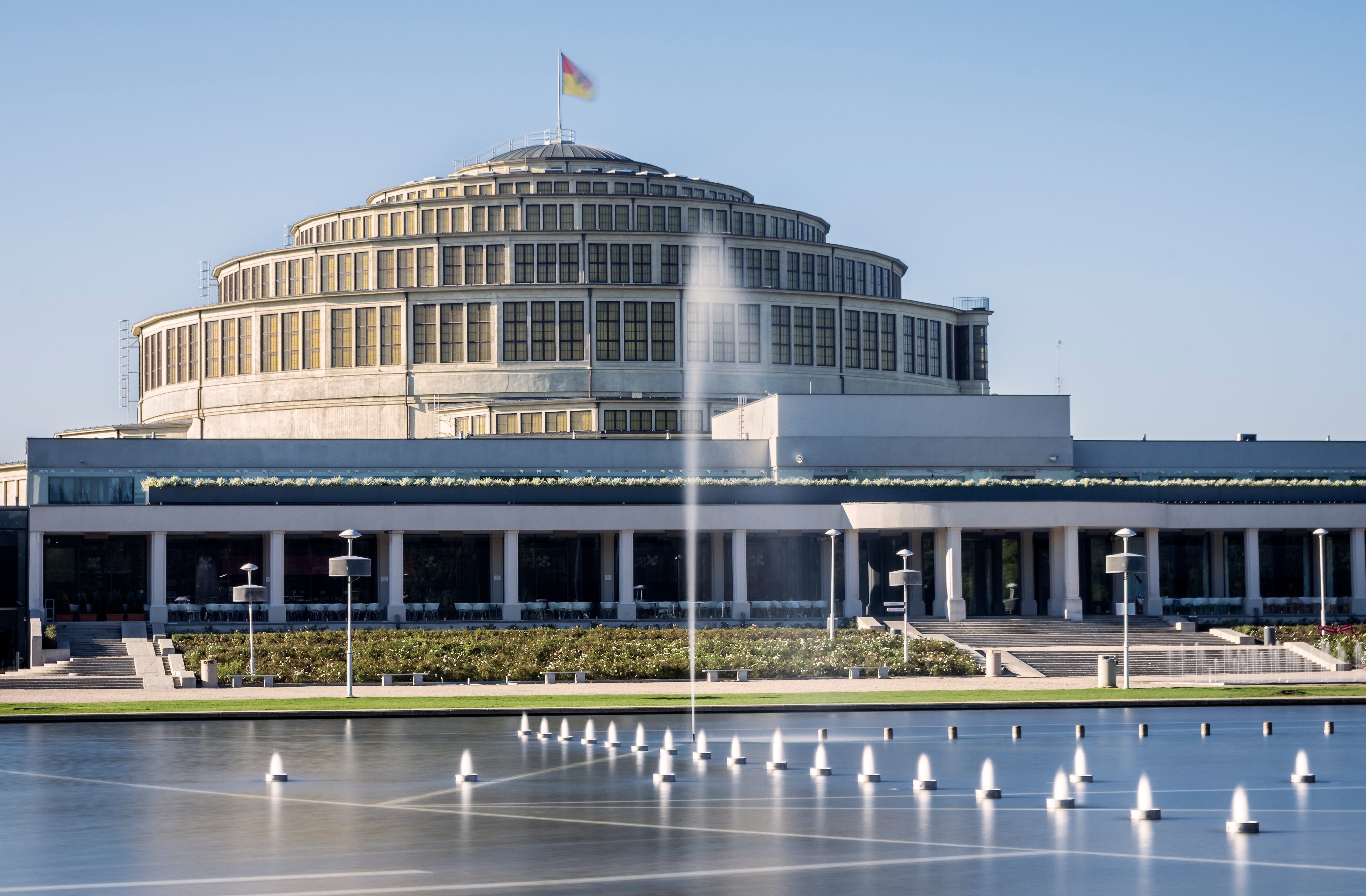
La Sala del Centenario (1911-1913) a Breslavia, in Polonia (Max Berg), una pietra miliare dell'architettura espressionista e patrimonio mondiale dell'UNESCO.

L'architettura espressionista è stata un movimento architettonico attivo in Europa durante i primi decenni del XX secolo, strettamente connesso alla nascita ed allo sviluppo dell'arte espressionista nel settore delle arti visive e dello spettacolo che nacque e si sviluppò in Germania. L'architettura espressionista è considerata uno dei tre stili dominanti dell'architettura moderna del XX secolo, assieme al costruttivismo ed al razionalismo.
Il termine "architettura espressionista" descriveva inizialmente l'attività delle avanguardie artistiche tedesca, olandese, austriaca, cecoslovacca e danese dal 1910 al 1930. Successive ridefinizioni estesero il termine retrocedendolo al 1905 e lo ampliarono anche per comprendere il resto dell'Europa. Oggi il significato si è ampliato ulteriormente per riferirsi all'architettura di qualsiasi data o luogo che esibisca alcune delle qualità del movimento originale quali distorsione, frammentazione o comunicazione di emozioni forti o sovraeccitate.
Lo stile era caratterizzato dall'adozione pre-modernista di nuovi materiali, innovazione formale e volumetrie insolite, a volte ispirate a forme biomorfiche naturali, a volte dalle nuove possibilità tecniche offerte dalla produzione in serie di mattoni, acciaio e soprattutto vetro. Molti architetti espressionisti avevano combattuto nella prima guerra mondiale e le loro esperienze, combinate con i disordini politici e gli sconvolgimenti sociali che seguirono la rivoluzione tedesca del 1919, sfociarono in una visione utopica e in un progetto di tipo socialista con forti venature romantiche. In un contesto in cui le condizioni economiche avevano ridotto già fortemente le commesse edilizie tra il 1914 e la metà degli anni '20, molte delle più importanti opere espressioniste rimasero come progetti su carta, come l'Architettura alpina di Bruno Taut e i Formspiels di Hermann Finsterlin. Viceversa gli edifici espositivi effimeri furono numerosi e significativi durante questo periodo, così come la scenografia per il teatro e il cinema fornirono un ulteriore sbocco operativo all'immaginazione espressionista permettendo entrate supplementari ai designer che cercavano di sfidare le convenzioni durante una fase economica recessiva.
Eventi importanti nell'architettura espressionista includono la mostra del Werkbund (1914) a Colonia, il completamento e la messa in scena teatrale del Großes Schauspielhaus a Berlino nel 1919 e le attività della Scuola di Amsterdam, mentre il suo più importante modello di riferimento è la Torre Einstein di Erich Mendelsohn a Potsdam. Nel 1925, la maggior parte dei principali architetti come Bruno Taut, Erich Mendelsohn, Walter Gropius, Mies van der Rohe e Hans Poelzig, insieme ad altri espressionisti nelle arti visive, si erano rivolti al movimento Neue Sachlichkeit (Nuova Oggettività), un movimento con un più approccio pratico e concreto che rifiutava l'intensa carica emotiva caratteristica dell'espressionismo. Alcuni, in particolare Hans Scharoun, hanno continuato a lavorare in un linguaggio espressionista.
Nel 1933, dopo la presa del potere nazista in Germania, l'arte espressionista fu messa fuori legge in quanto ritenuta "degenerata". Fino agli anni '70 gli studiosi hanno comunemente minimizzato l'influenza degli espressionisti sul successivo stile internazionale, che invece è stata poi rivalutata.
L'architettura espressionista era individualista e per molti versi evitava il dogma estetico, ma è ancora utile sviluppare alcuni criteri che la definiscano. Sebbene essa esprima grande varietà e differenziazione espressive, molti punti possono essere considerati ricorrenti e sono evidenti in misura più o meno maggiore in ciascuna delle opere:
1. Distorsione della forma in funzione di un effetto emozionante.[9]
2. Subordinazione del realismo all'espressione simbolica o stilistica dell'esperienza interiore.
3. Una tensione finalizzata al raggiungimento di ciò che è nuovo, originale e visionario.
4. Profusione di opere su carta e modelli, ove ricerca e rappresentazione concettuale è ritenuta di importanza primaria rispetto alla problematica della effettiva realizzazione.
5. Soluzioni spesso ibride, irriducibili a un unico concetto.[10]
6. Attenzione ai fenomeni romantici naturali, quali grotte, montagne, fulmini, cristalli e formazioni rocciose:[11] in generale una tensione verso un mondo primario e minerale anziché verso lo sviluppo organico delle forme che caratterizzava il contemporaneo stile Art Nouveau.
7. Utilizzo del potenziale creativo della capacità artigianale.
8. Interesse verso l'architettura gotica, romanica e rococò piuttosto che verso il quella classica.
9. Sebbene tipicamente europeo, orientale quanto occidentale, attingendo tanto dall'arte e dall'architettura moresca, islamica, egizia e indiana quanto da quella romana o greca.[12]
10. Concezione dell'architettura come opera d'arte.

I cambiamenti politici, economici e artistici hanno fornito un contesto per le prime manifestazioni dell'architettura espressionista; in particolare in Germania, dove le qualità utopiche dell'espressionismo trovarono forti risonanze con una comunità artistica politicamente orientata a sinistra, desiderosa di fornire risposte a una società in subbuglio durante e dopo gli eventi della prima guerra mondiale. La perdita della guerra, la successiva rimozione del Kaiser Guglielmo II, le privazioni e l'ascesa della socialdemocrazia e l'ottimismo della Repubblica di Weimar crearono una riluttanza tra gli architetti ad utilizzare l'approccio progettuale in uso prima della guerra, fornendo l'impulso a cercare nuove soluzioni. Una parte influente della comunità artistica, compresi gli architetti, immaginò così una rivoluzione simile a quella avvenuta in Russia.

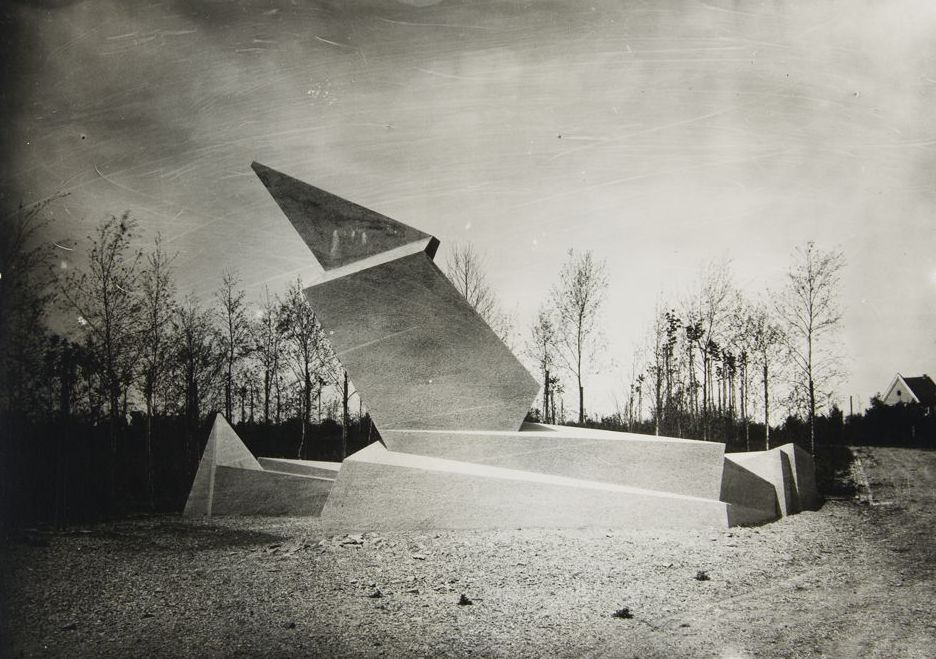
1921, "Monumento ai Caduti di Marzo" di Walter Gropius a Weimar.

I movimenti artistici che hanno preceduto l'architettura espressionista e hanno continuato con qualche sovrapposizione sono stati il movimento delle Arts and Crafts e l'Art Nouveau, o in Germania lo Jugendstil. L'unità tra designer e artigiani era una delle principali preoccupazioni del movimento Arts and Crafts che si estese all'architettura espressionista. Il tema del naturalismo tipico dell'Art Nouveau, prevalente anche nel Romanticismo, continuò assumendo una visione maggiormente orientata verso la materialità delle forme fisiche anziché verso le sue manifestazioni organiche e floreali. Il naturalista Ernst Haeckel era conosciuto da Finsterlin e condivideva la sua fonte di ispirazione in forme naturali.

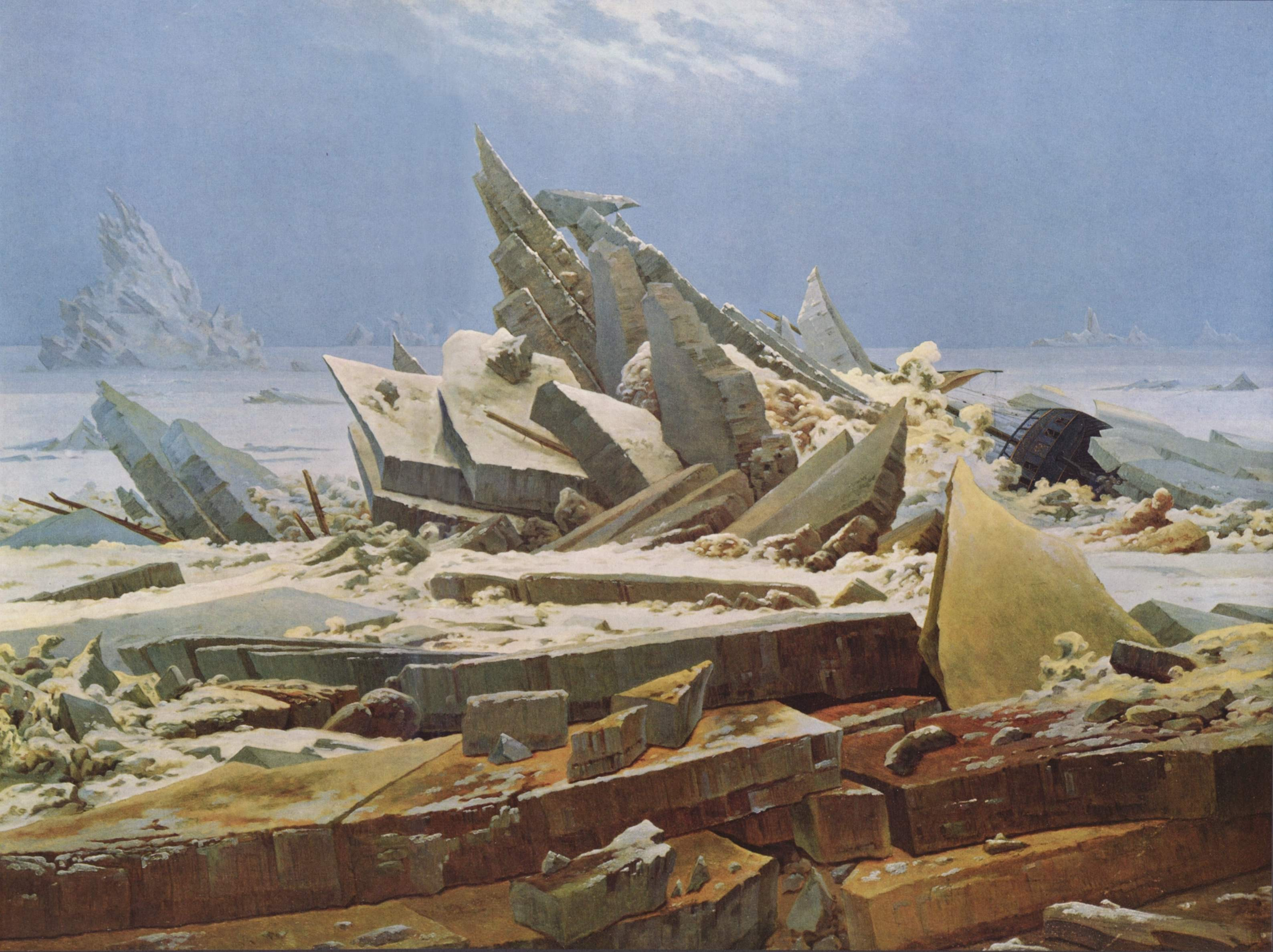
1824, "Das Eismeer" (Il mare di ghiaccio) di Caspar David Friedrich.

I movimenti architettonici futurista e costruttivista e l'anti-artistico movimento dada nacquero e si svilupparono contemporaneamente all'espressionismo, spesso con caratteristiche simili. La rivista di Bruno Taut, Frülicht, includeva progetti costruttivisti, tra cui il monumento di Vladimir Tatlins Monument alla Terza internazionale. Tuttavia, il futurismo e il costruttivismo enfatizzarono la loro attenzione verso il mondo meccanico e urbano, fatto che non avrebbe preso piede in Germania fino al movimento Neue Sachlichkeit. Erich Mendelsohn rappresenta tuttavia un'eccezione in quanto il suo lavoro confinava con il futurismo e il costruttivismo: energia dinamica ed esuberanza formale esiste infatti sia negli schizzi di Mendelsohn che nel futurista Antonio Sant'Elia. Anche Il Merzbau dell'artista Dada Kurt Schwitters, con la sua forma spigolosa e astratta, aveva molte caratteristiche espressioniste.
L'influenza di individualisti come Frank Lloyd Wright e Antoni Gaudí ha anche fornito un contesto utile per l'architettura espressionista. I portfolio di Wright furono inclusi nelle lezioni di Erich Mendelsohn ed erano ben noti a quelli della sua cerchia. Gaudí stesso del resto fu influenzato da ciò che stava accadendo a Berlino: a Barcellona non c'è stata una rottura brusca tra l'architettura dell'Art Nouveau e quella dell'inizio del XX secolo, durante il quale lo Jugendstil si era contrapposto al vecchio stile, e il suo lavoro contiene più Art Nouveau rispetto a quello, per esempio, di Bruno Taut. Il gruppo Der Ring sapeva di Gaudí, poiché era stato pubblicato in Germania, e Finsterlin stesso era in corrispondenza. Charles Rennie Mackintosh dovrebbe essere menzionato anche nel contesto più ampio che circonda l'architettura espressionista. Il suo lavoro era conosciuto nel continente, poiché fu esposto alla mostra sulla Secessione di Vienna nel 1900. Difficili da classificare come rigorosamente Arts and Crafts o Art Nouveau, edifici come la Hill House e le sue sedie Ingram hanno una sfumatura espressionista.
Molti scrittori hanno contribuito all'ideologia dell'architettura espressionista. Fonti di filosofia importanti per gli architetti espressionisti sono state le opere di Friedrich Nietzsche, Søren Kierkegaard e Henri Bergson. Gli schizzi di Bruno Taut furono spesso annotati con citazioni di Nietzsche, in particolare Così parlò Zarathustra, il cui protagonista incarnava le libertà care agli espressionisti: libertà di rifiutare il mondo borghese, libertà dalla storia e forza di spirito nell'isolamento individualista. Il rifugio di montagna di Zarathustra è stato un'ispirazione per l'architettura alpina di Taut. Henry van de Velde ha disegnato un'illustrazione sul frontespizio dell'Ecce Homo di Nietzsche. L'autore Franz Kafka nel suo The Metamorphosis, con il suo mutamento di forma trova corrispondenza con l'instabilità materiale manifestata dall'architettura espressionista. Naturalisti come Charles Darwin ed Ernst Haeckel hanno contribuito all'ideologia della forma biomorfica di architetti come Herman Finsterlin. Il poeta Paul Scheerbart ha lavorato direttamente con Bruno Taut e la sua cerchia, contribuendo alla genesi di una architettura del vetro con idee basate sulla sua poesia.
La psicologia emergente di Sigmund Freud e Carl Jung è stata importante per l'espressionismo. L'esplorazione degli effetti psicologici della forma e dello spazio è stata intrapresa dagli architetti nei loro edifici, progetti e film. Bruno Taut ha notato le possibilità psicologiche del design scenografico secondo cui «gli oggetti servono psicologicamente a rispecchiare le emozioni e i gesti degli attori». L'esplorazione dei sogni e dell'inconscio ha fornito materiale per le indagini formali di Hermann Finsterlin.
Nel corso del XVIII e XIX secolo si erano sviluppate filosofie estetiche, in particolare attraverso il lavoro di Kant e Schopenhauer e le nozioni del sublime. Si supponeva che l'esperienza del sublime implicasse una dimenticanza di sé in cui la paura personale è sostituita da un senso di benessere e sicurezza quando si confronta con un oggetto che mostra una potenza superiore. Alla fine del diciannovesimo secolo nacque la Kunstwissenschaft tedesca, o "scienza dell'arte", un movimento che analizzava le leggi dell'apprezzamento estetico con l'obbiettivo di arrivare a un approccio scientifico all'esperienza estetica. All'inizio del XX secolo il filosofo e teorico dell'estetica tedesco neo-kantiano Max Dessoir fondò lo Zeitschift für Ästhetik und allgemeine Kunstwissenschaft, pubblicando l'opera Ästhetik und allgemeine Kunstwissenschaft in cui formulò cinque forme estetiche primarie : il bello, il sublime, il tragico, il brutto e il comico. Iain Boyd Whyte scrive che mentre «i visionari espressionisti non tenevano copie di Kant sotto i loro tavoli da disegno. Nei primi decenni di questo secolo [- M -] si manifestò, tuttavia, un clima culturale che in sintonia con le preoccupazioni estetiche e la produzione artistica del romanticismo».
Anche le teorie artistiche di Wassily Kandinsky, come Lo Spirituale nell'Arte e Punto, linea, superficie furono al centro del pensiero espressionista.

## Materiali

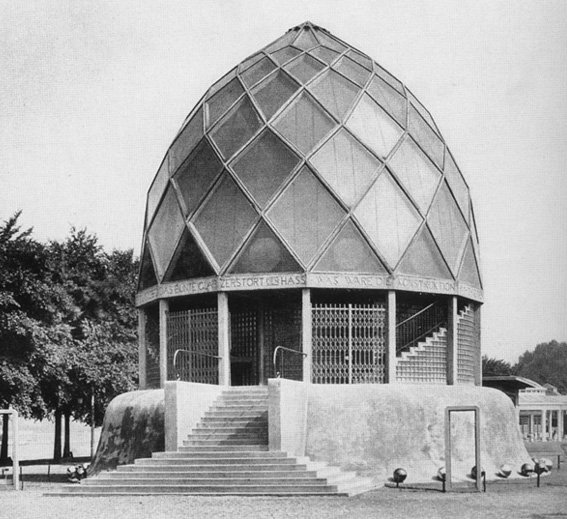
Padiglione di vetro alla mostra del "Deutscher Werkbund" di Colonia, 1914 (Bruno Taut).

Una preoccupazione ricorrente degli architetti espressionisti era l'uso dei materiali e il modo in cui essi potessero essere espressi poeticamente. Spesso l'intenzione era quella di unificare i materiali in un edificio in modo da renderlo apparentemente monolitico. La collaborazione di Bruno Taut e del poeta utopista Paul Scheerbart tentò di affrontare i problemi della società tedesca indicando una dottrina basata sull'architettura di vetro. Tale utopismo può essere visto nel contesto di una Germania rivoluzionaria in cui la lotta tra nazionalismo e socialismo doveva ancora risolversi. Taut e Scheerbart immaginavano una società liberata che aveva rotto i legami con le forme e le tradizioni del passato, spinta da un'architettura che inondava ogni edificio di luce multicolore e rappresentava un futuro più luminoso e pieno di promesse. Pubblicarono testi su questo argomento e costruirono il Glass Pavilion alla Werkbund Exhibition del 1914. Inscritte intorno alla base della cupola vi erano aforismi sul materiale, scritti da Scheerbart: «Il vetro colorato distrugge l'odio», «Senza un palazzo di vetro la vita è un peso», «Il vetro ci porta una nuova era, costruire in mattoni fa solo noi danno».
Un riferimento esemplare di uso espressionista di materiali monolitici è visibile nella Torre Einstein di Erich Mendelsohn. La denominazione nasce da un gioco di parole: Einstein, esprime l'idea che il manufatto sia realizzato monoliticamente, come fosse scolpito da un'unica pietra, appunto Ein Stein. Tecnicamente, anche se appare come modellato da un uso creativo del calcestruzzo, di cui appare esaltarne al massimo livello le potenziali capacità espressive, in realtà nella costruzione, a causa di difficoltà tecniche, è stata utilizzata in parte una struttura portante in mattoni su cui è stato steso dell' intonaco poi modellato. "Architecture of Steel and Concrete" era il titolo di una mostra del 1919 degli schizzi di Mendelsohn alla galleria di Paul Cassirer a Berlino.
Anche il mattone è stato utilizzato in modo simile per esprimere la potenzialità creativa intrinseca del materiale. Josef Franke ha realizzato alcune caratteristiche chiese espressioniste nella regione della Ruhr negli anni '20. Bruno Taut ha usato il mattone come un modo per evidenziare la serialità e articolare la massa architettonica nel suo complesso residenziale di Berlino "Legien-Stadt". Allo stesso modo in cui l'avevano fatto i loro predecessori appartenenti al movimento Arts and Crafts, gli architetti espressionisti giustificarono le esigenze sociali a favore della costruzione in mattoni adducendo come motivazione valori quali il populismo, il naturalismo e più in generale – secondo Pehnt – «argomenti morali e talvolta anche irrazionali».

## Teatri, film, dipinti e riviste

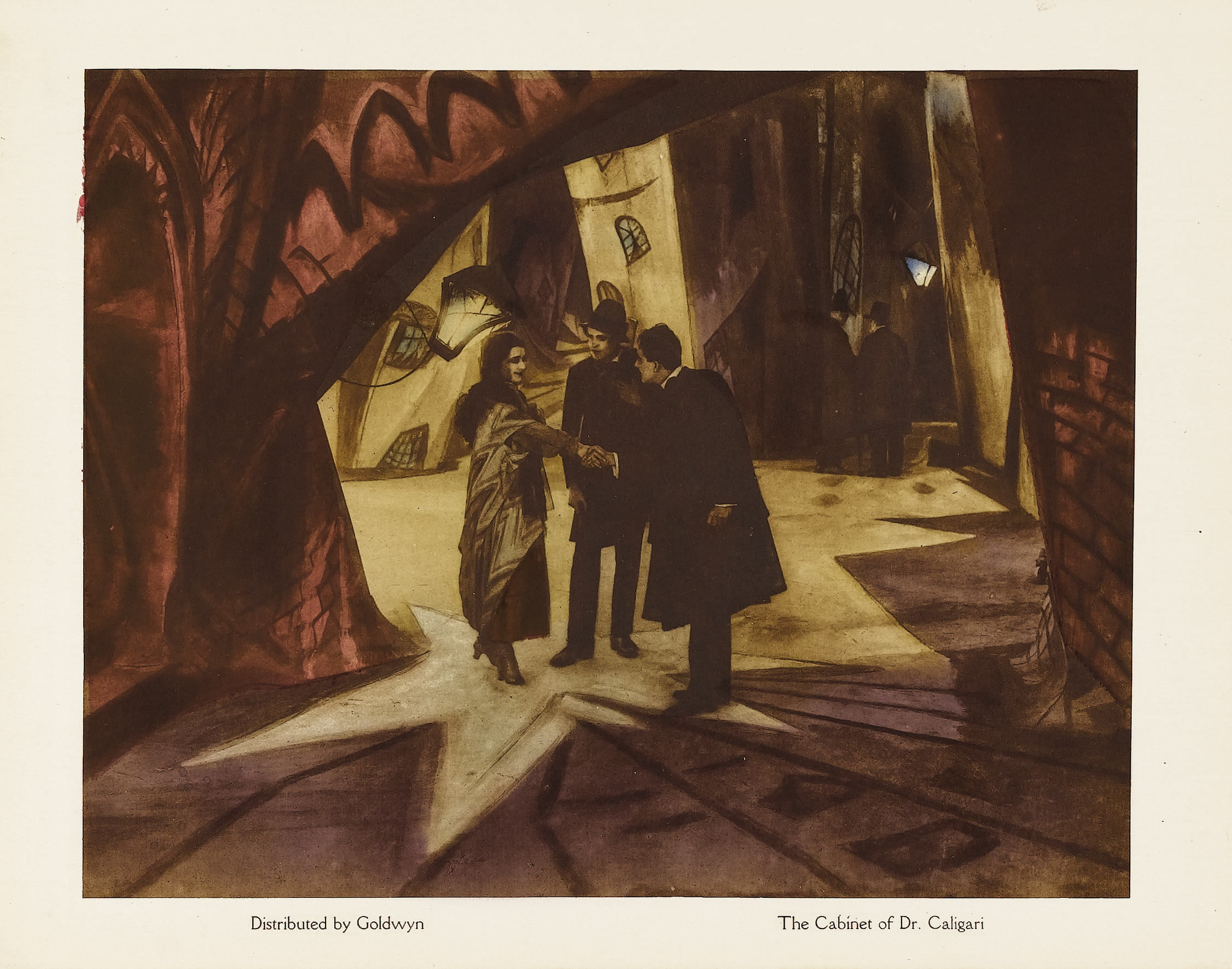
Un esempio di architettura espressionista nel set cinematografico de Il gabinetto del dottor Caligari.

L'Europa ha assistito a un boom della produzione teatrale all'inizio del - M - secolo: nel 1896 esistevano 302 teatri permanenti, nel 1926 erano 2.499. Il cinema ha parimenti visto un aumento della sua popolarità, diventando un privilegiato mezzo espressivo, in grado di fornire una sorta di realtà provvisoria per idee architettoniche innovative.
Molti architetti espressionisti hanno progettato teatri nonché scenografie per opere cinematografiche d'avanguardia, rappresentando episodi determinanti per l'identità del movimento. In generale teatro, danza e musica hanno occupato un posto significativo nell'architettura espressionista, che con esse condivideva l'obbiettivo di coinvolgere l'osservatore.
Esempi costruiti di teatri espressionisti includono la costruzione di Henry van de Velde del teatro modello per l'Esposizione del Werkbund del 1914 e la grande ristrutturazione di Hans Poelzig del Großes Schauspielhaus. L'enorme capacità del Großes Schauspielhaus, aspetto non secondario, consentì di ridurre i prezzi dei biglietti e la creazione di un "teatro popolare". Gli architetti espressionisti tuttavia non furono solo scenografi, ma anche sceneggiatori, come dimostra l'opera teatrale Weltbaumeister di Bruno Taut.
Gli architetti espressionisti non solo sono stati coinvolti nel mezzo cinematografico ma ne sono anche stati ispirati. Hans Poelzig tentò di realizzare film basati su leggende o fiabe, progettando i set scenografici per il film Der Golem di Paul Wegener del 1920. Lo spazio in Der Golem era una rappresentazione realistica di un villaggio tradizionale, il ghetto ebraico di Praga, in contrasto con l'ambientazione del Gabinetto del Dottor Caligari, che era stata dipinta su fondali in tela. Forse quest'ultimo è stato in grado di ottenere una maggiore libertà artistica, ma Poelzig in Der Golem è stato in grado di creare un intero villaggio che «parlava con un accento ebraico».
Herman Finsterlin contattò Fritz Lang con un'idea per un film. Il classico di Fritz Lang, Metropolis, mostra una società futuribile visualmente moderna che trattava temi del lavoro e della società, rilevanti nella Germania degli anni '20. Bruno Taut progettò un teatro non costruito per spettatori sdraiati. Bruno Taut propose anche un film come una sorta di antologia per la sua Catena epistolare, dal titolo Die Galoschen des Glücks ("Le galosce della fortuna") con un nome preso in prestito da Hans Christian Andersen. Nel film, osservava Taut, «un espressionismo del tipo più sottile porterà in armonia l'ambiente, gli oggetti di scena e l'azione»: mai realizzato, esso presentava fantasie architettoniche dedicate a ogni distinto membro della Catena epistolare.

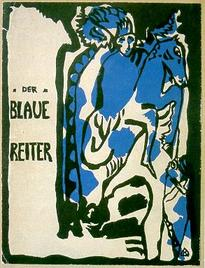
Almanacco: Der Blaue Reiter (1912); copertina di Wassily Kandinsky. Due gruppi di pittori espressionisti: "Der Blaue Reiter" a Monaco dal 1912, e "Die Brücke" a Dresda dal 1905.
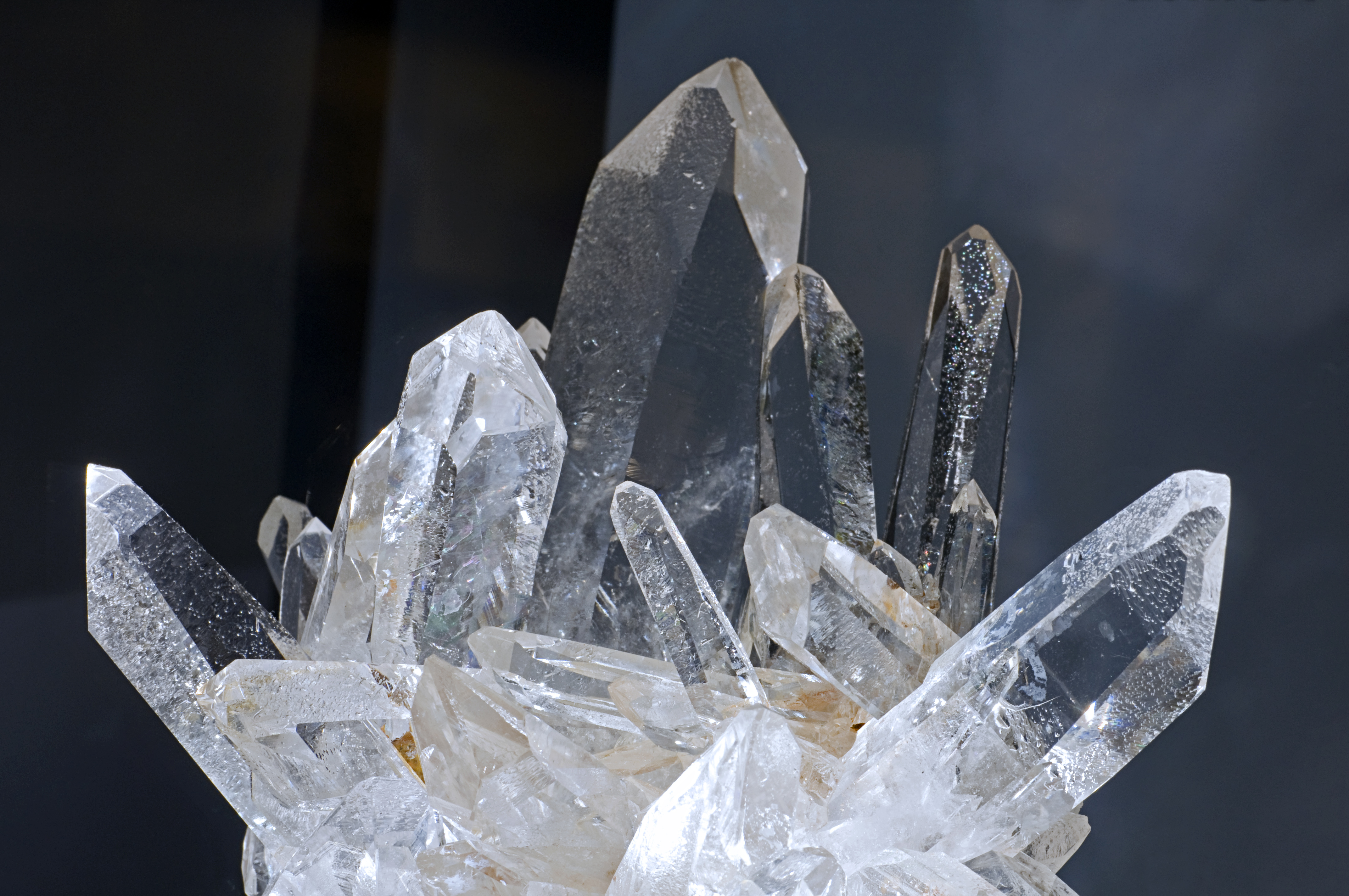
Wendingen (1924-11 / 12), "Crystals", 40 ill., Ispirazione per architetti espressionisti.
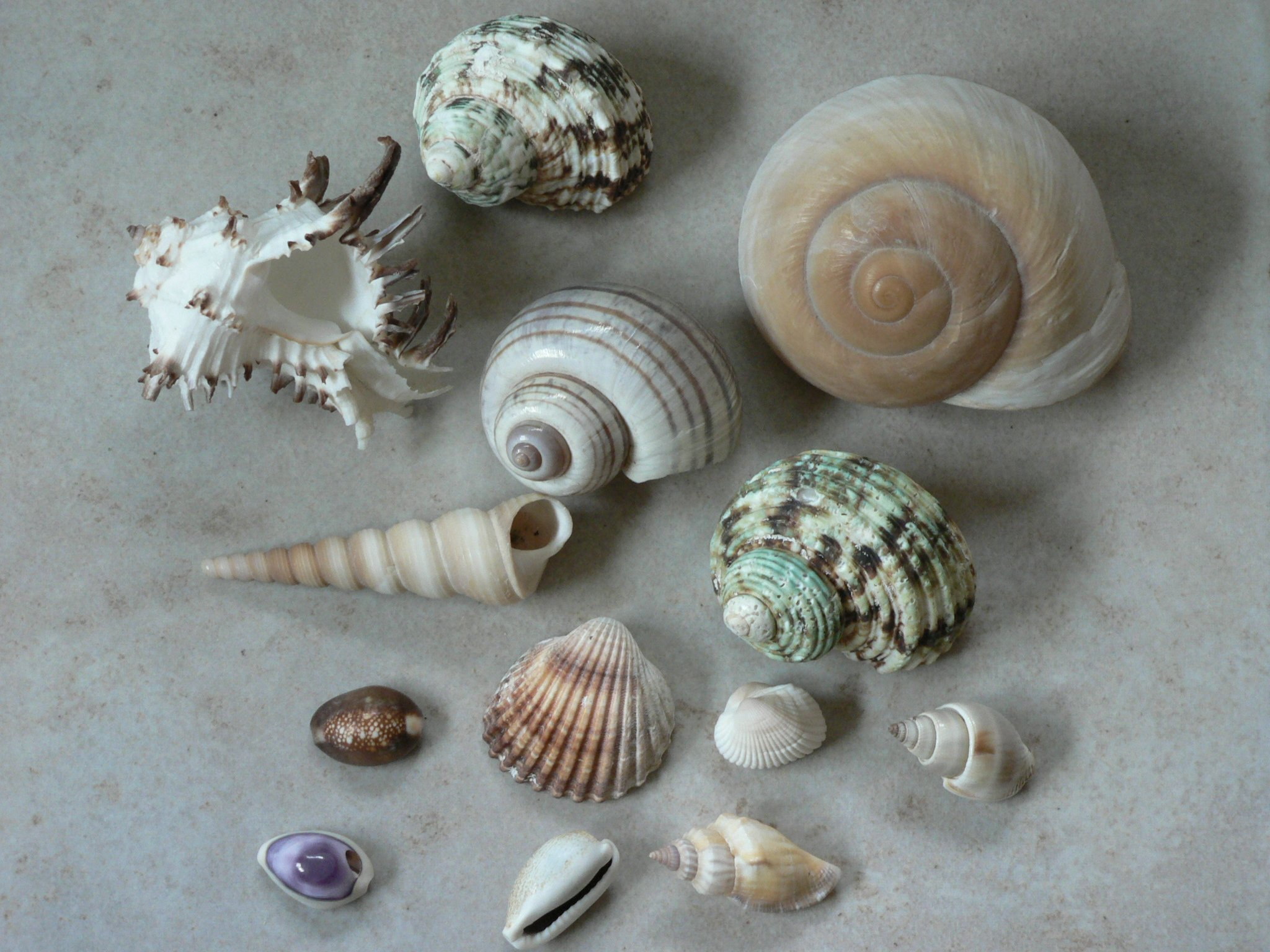
Wendingen (1923-8 / 9), "Shells", 65 ill., Ispirazione per architetti espressionisti.

## Astrazione
La tendenza all'astrazione nell'arte corrispondeva all'astrazione nell'architettura. La pubblicazione nel 1912 di Concerning the Spiritual in Art (Sullo Spirituale nell'Arte) di Wassily Kandinsky, la sua prima difesa dell'astrazione mentre era ancora coinvolto nella fase del Blaue Reiter, segna l'inizio dell'astrazione nell'espressionismo e dell'astrazione nell'architettura espressionista. La concezione della Torre Einstein di Erich Mendelson non era molto indietro rispetto a Kandinsky, nel far avanzare l'astrazione in architettura. Con la pubblicazione di Point and Line to Plane di Kandinsky nel 1926 emerse una forma di astrazione rigorosa e più geometrica, e il lavoro di Kandinsky prese linee più chiare e definite. All'epoca le tendenze in architettura non erano dissimili, poiché il Bauhaus stava guadagnando attenzione e l'architettura espressionista stava cedendo il passo alle astrazioni geometriche dell'architettura moderna.

## Espressionismo del mattone

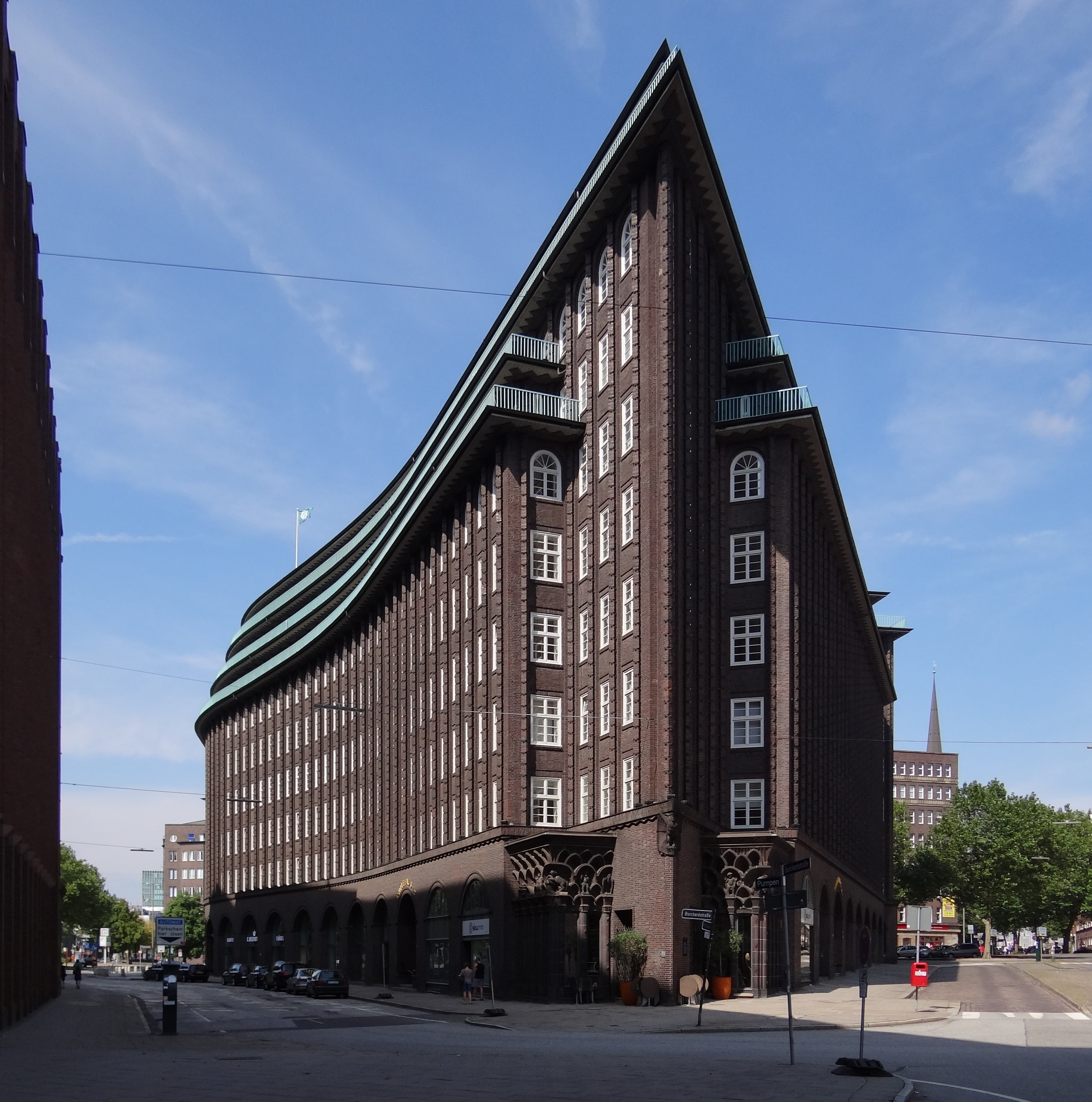
Chilehaus ad Amburgo, 1923 (Fritz Höger).

Il termine Espressionismo del mattone (in tedesco Backsteinexpressionismus) è la traduzione letterale della denominazione di una variante specifica dell'espressionismo che utilizza mattoni, piastrelle o mattoni di clinker come principale e ben visibile materiale da costruzione. Gli edifici in questo stile furono eretti principalmente negli anni '20. I centri regionali dello stile erano le città più grandi della Germania settentrionale e l'area della Ruhr, ma anche la scuola di Amsterdam appartiene alla stessa categoria.
La Scheepvaarthuis (Casa della navigazione) di Amsterdam del 1912 è considerata il punto di partenza e il prototipo del lavoro della Scuola di Amsterdam: costruzione in mattoni con tessitura muraria complessa, volumi tradizionali, stretta integrazione formale con schemi di elementi edilizi elaborati (muratura decorativa, vetro artistico, ferro battuto e scultura figurativa esterna) incarnano ed esprimono l'identità dell'edificio. La scuola fiorì fino al 1925 circa.
La grande fama internazionale dell'espressionismo tedesco non è legata a tale filone espressivo, rimasto comunque marginale,  quanto piuttosto ai pittori espressionisti tedeschi dei due gruppi Die Brücke a Dresda dal 1905 (Kirchner, Schmidt-Rottluff, Heckel, Nolde) e Der Blaue Reiter a Monaco di Baviera dal 1912 (Kandinsky, Marc, Macke, Münter, Jawlensky).

## Art Nouveau e Art Deco
L'Art Nouveau e l'Art Deco condividono alcune caratteristiche con il movimento espressionista e lo hanno influenzato direttamente.

## Espressionismo dagli anni Cinquanta
L'influente critico e storico dell'architettura Sigfried Giedion nel suo libro Space, Time and Architecture (1941) liquidò l'architettura espressionista come una filone secondario nello sviluppo del funzionalismo. Tuttavia, a metà del XX secolo, negli anni '50 e '60, molti architetti iniziarono a progettare in un modo che ricordava l'architettura espressionista. In questo periodo del dopoguerra, una variante dell'Espressionismo, il Brutalismo, mostrava un onesto approccio all'uso dei materiali, che nel suo uso disadorno del cemento era simile all'uso del mattone da parte della Scuola di Amsterdam. I progetti di Le Corbusier hanno subito una svolta espressionista nella sua fase brutalista, specialmente nella sua Notre-Dame du Haut.
In Messico, nel 1953, l'emigrato tedesco Mathias Goeritz, pubblicò il manifesto Arquitectura Emocional ("Architettura emozionale") in cui dichiarava che «la funzione principale dell'architettura è l'emozione». L'architetto messicano moderno Luis Barragán ha adottato il termine che ha influenzato il suo lavoro. I due hanno collaborato al progetto Torres de Satélite (1957–58) guidato dai principi dell'Arquitectura Emocional di Goeritz.
Un altro architetto moderno della metà del secolo capace di evocare l'espressionismo è stato Eero Saarinen. Un'estetica affine infatti può essere osservata in edifici come il terminal TWA di Saarinen del 1962 all'aeroporto internazionale JFK. Il suo terminal TWA all'aeroporto internazionale JFK ha una forma organica, vicino ai Formspiels di Herman Finsterlin. Per quanto l'opera fosse apprezzata, fu tuttavia solo negli anni '70 che l'espressionismo in architettura venne rivalutato in una luce maggiormente positiva.
Più recentemente tuttavia, l'estetica e la tattilità dell'architettura espressionista hanno trovato eco nelle opere di Enric Miralles, in particolare nel suo edificio del Parlamento scozzese, in architetti decostruttivisti come Zaha Hadid e Daniel Libeskind, così come nell'architetto aborigeno canadese Douglas Cardinal.

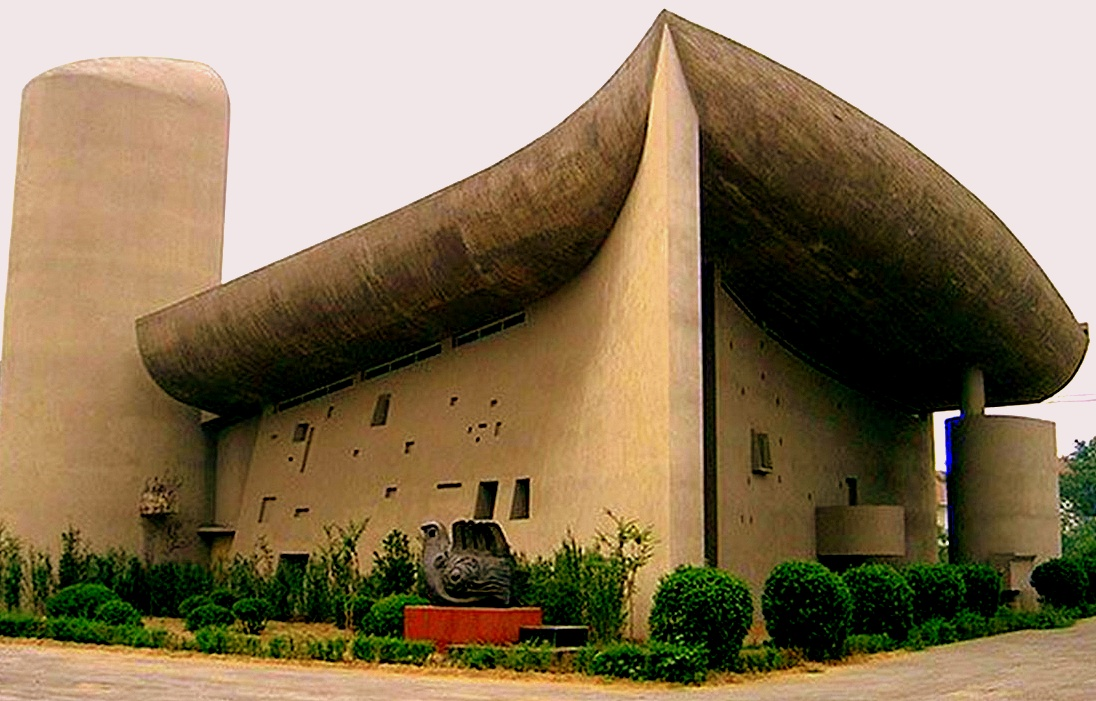
Copia cinese a Zhengzhou della Cappella di Notre-Dame du Haut di Ronchamp, 1950–55 (Le Corbusier).
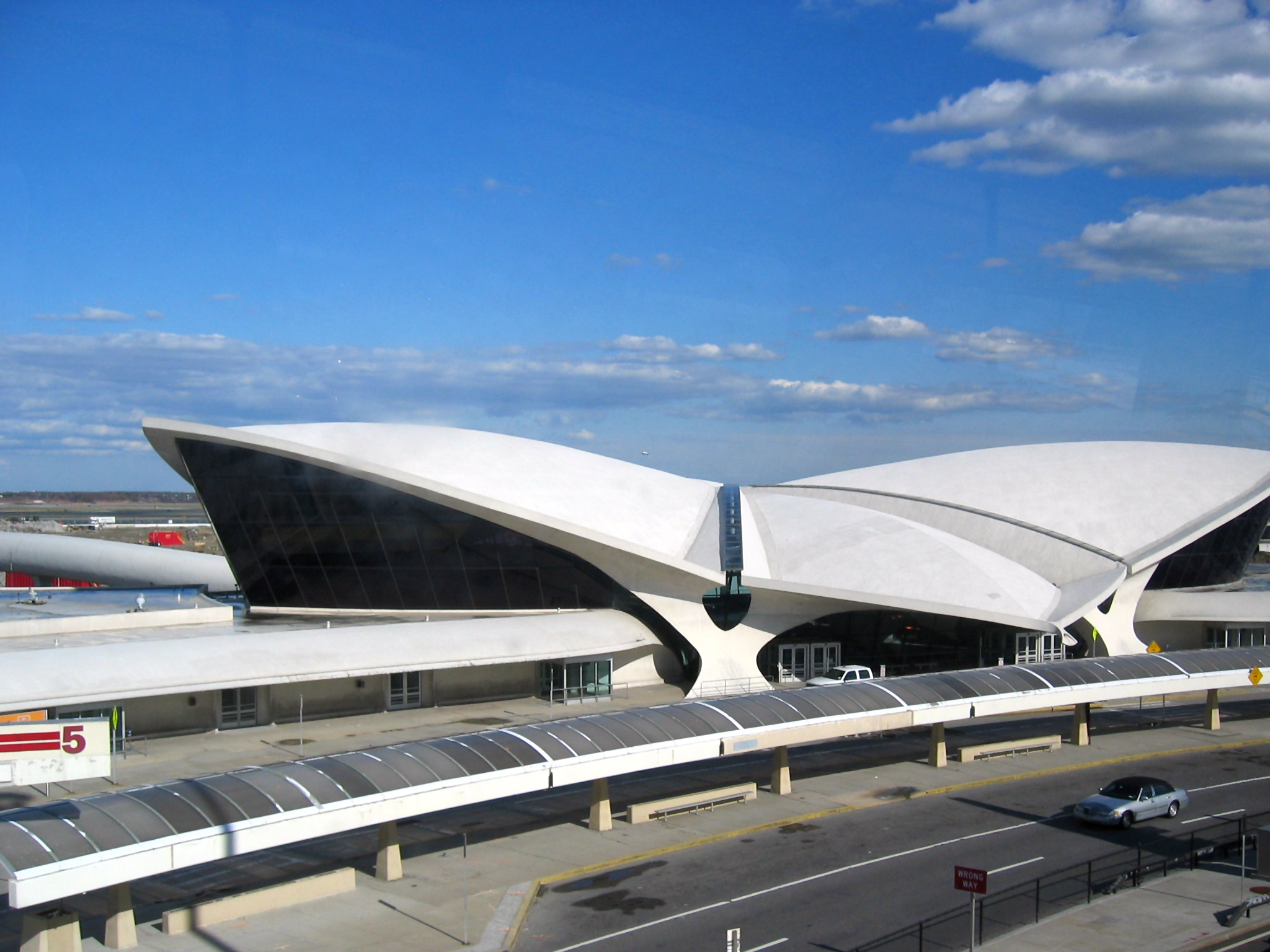
Aeroporto internazionale JFK di New York City, terminal TWA, 1956-1962 (Eero Saarinen).
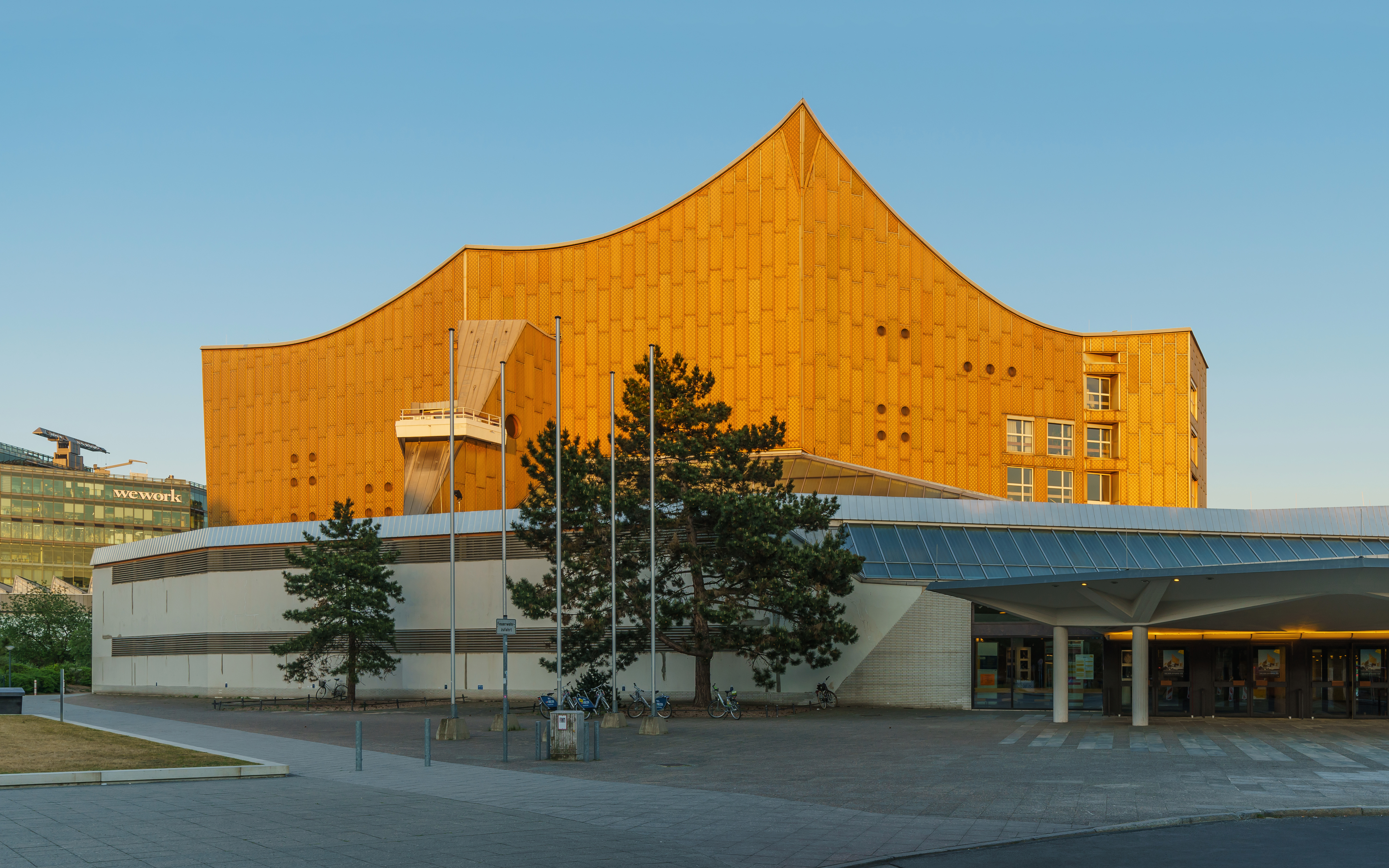
The Berliner Philharmonie, 1956-1963 (Hans Scharoun).
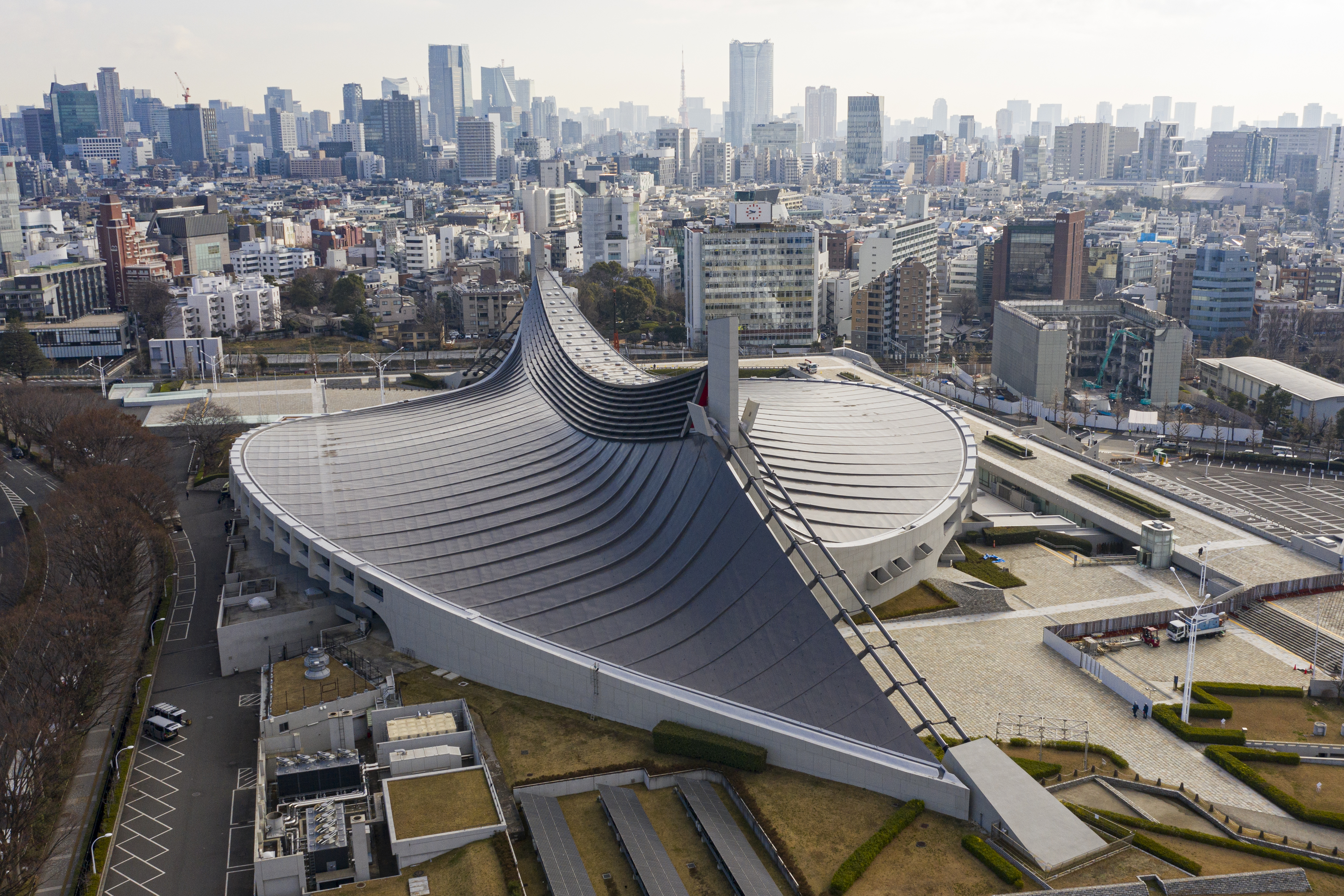
Yoyogi National Gymnasium a Tokyo, 1964 (Kenzō Tange).
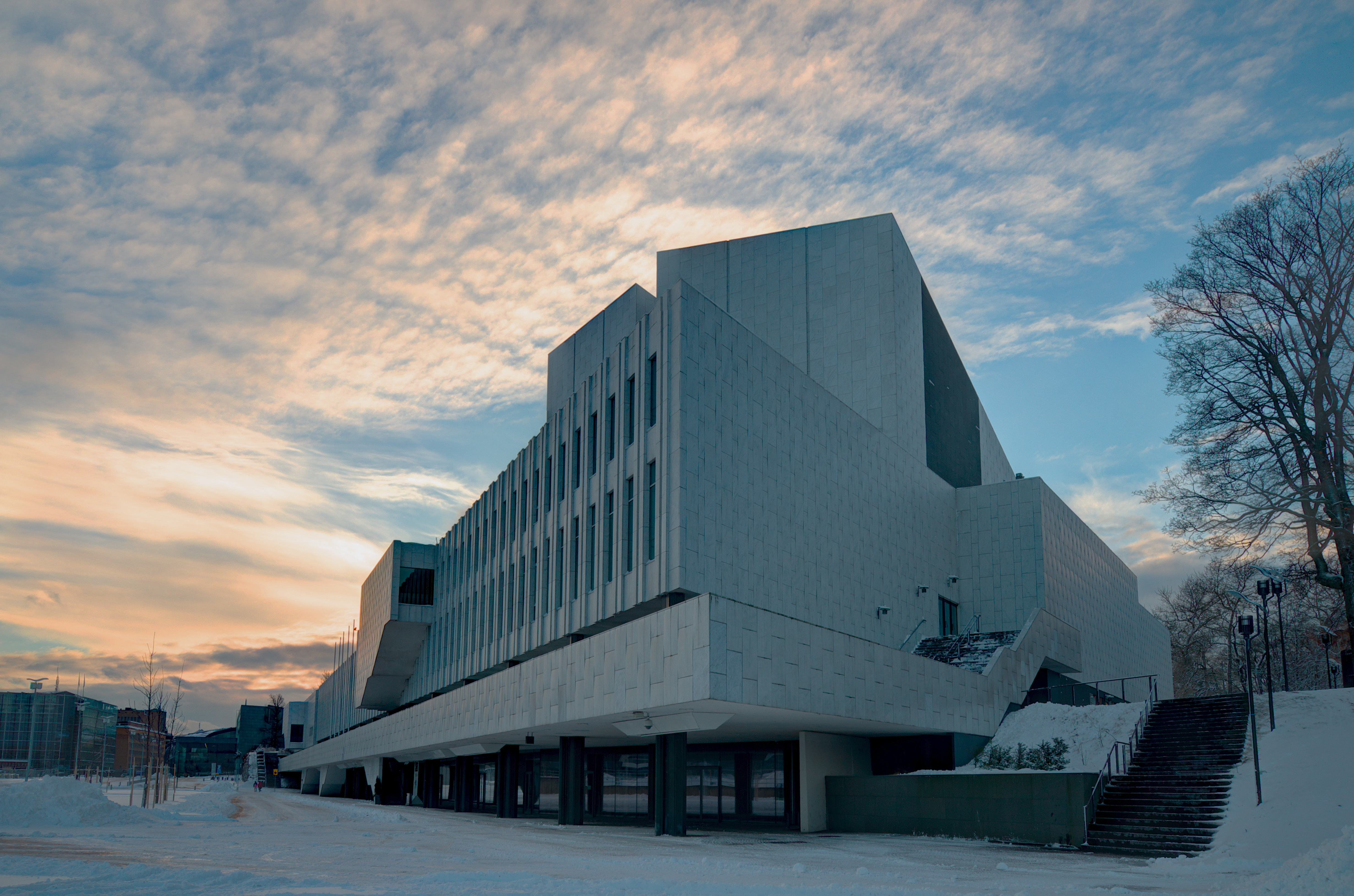
Casa Finlandia di Helsinki, 1971 (Alvar Aalto).
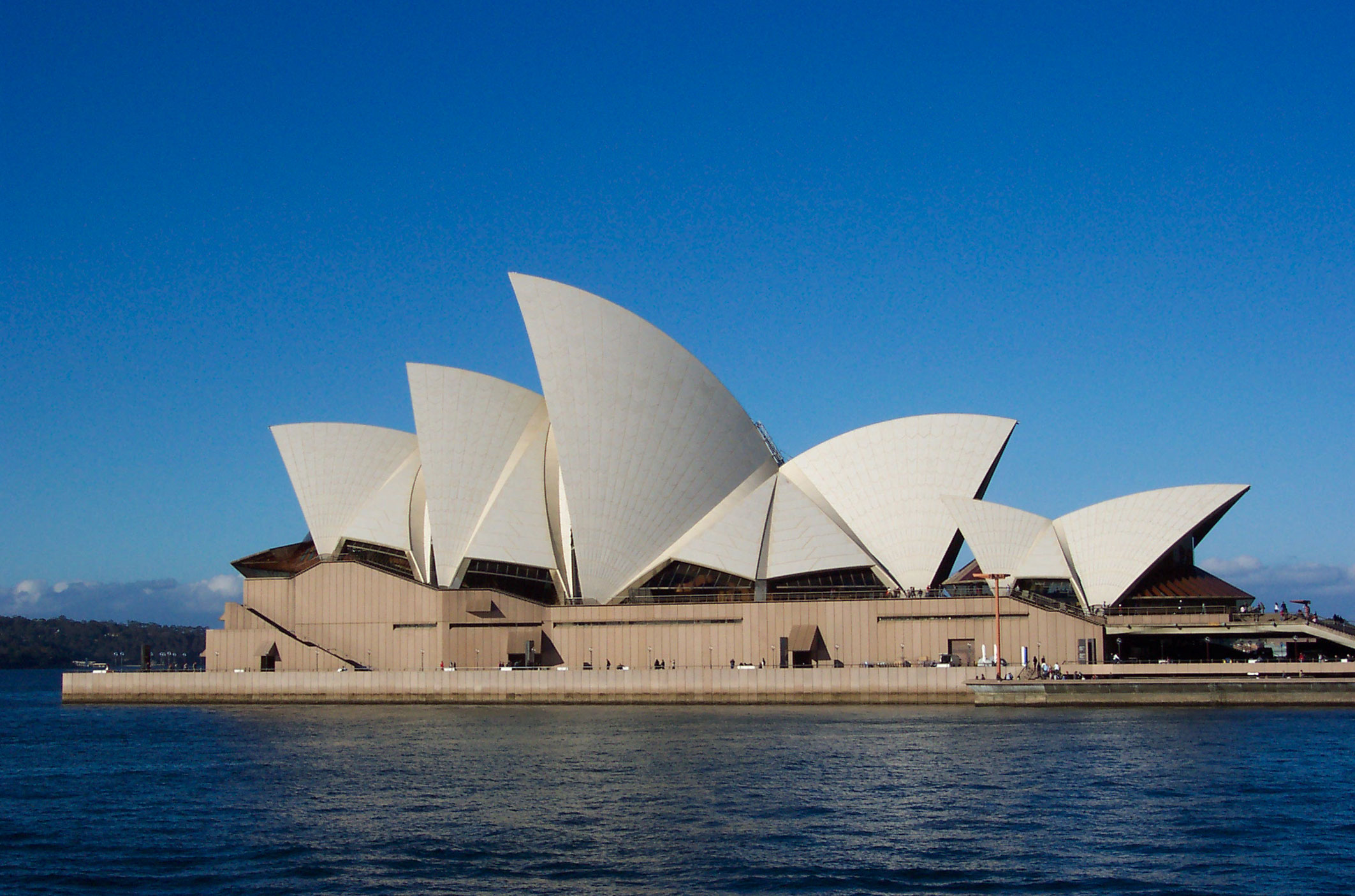
Sydney Opera House, 1957-1973 (Jørn Utzon).
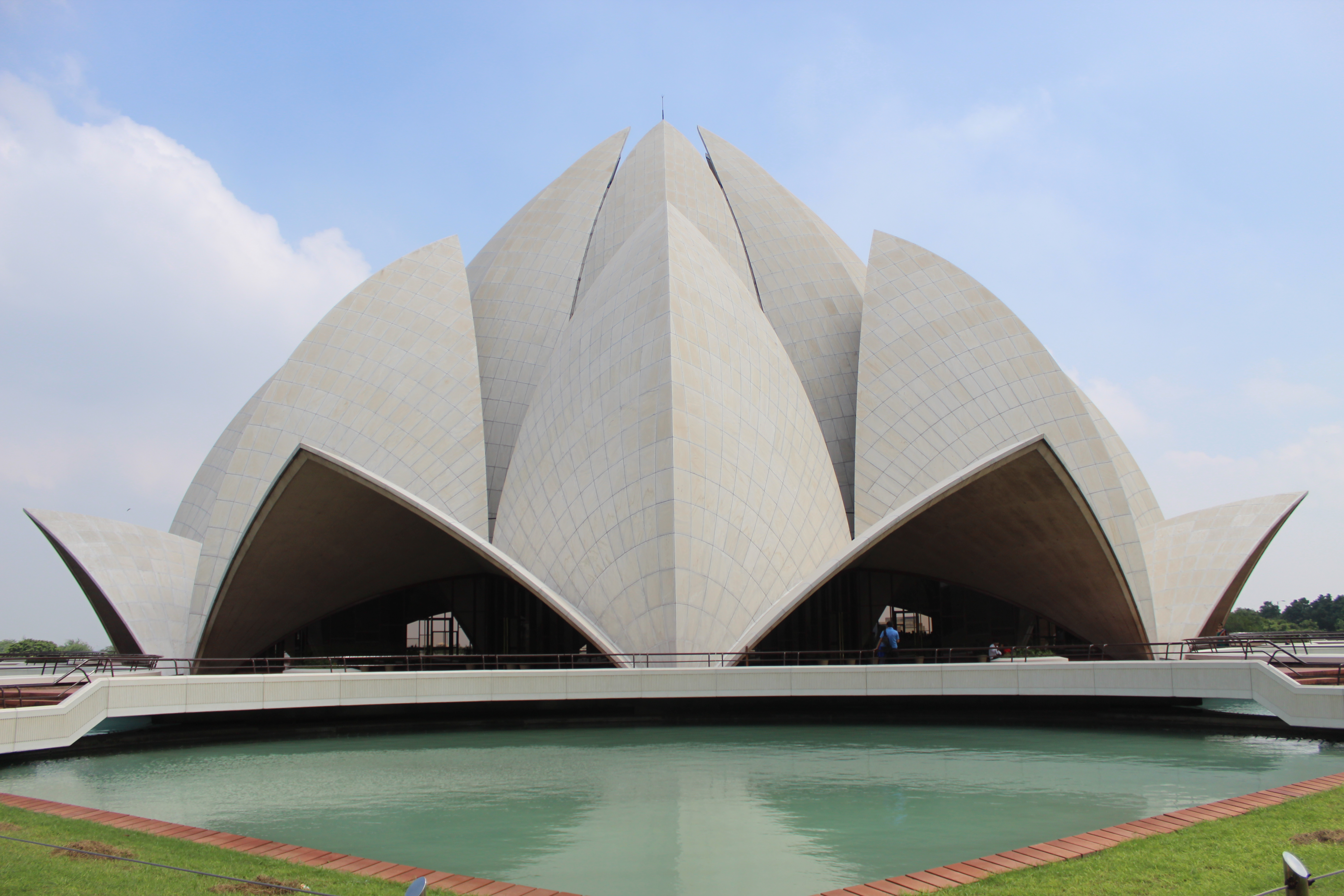
Tempio del loto, 1986 (Fariborz Sahba).
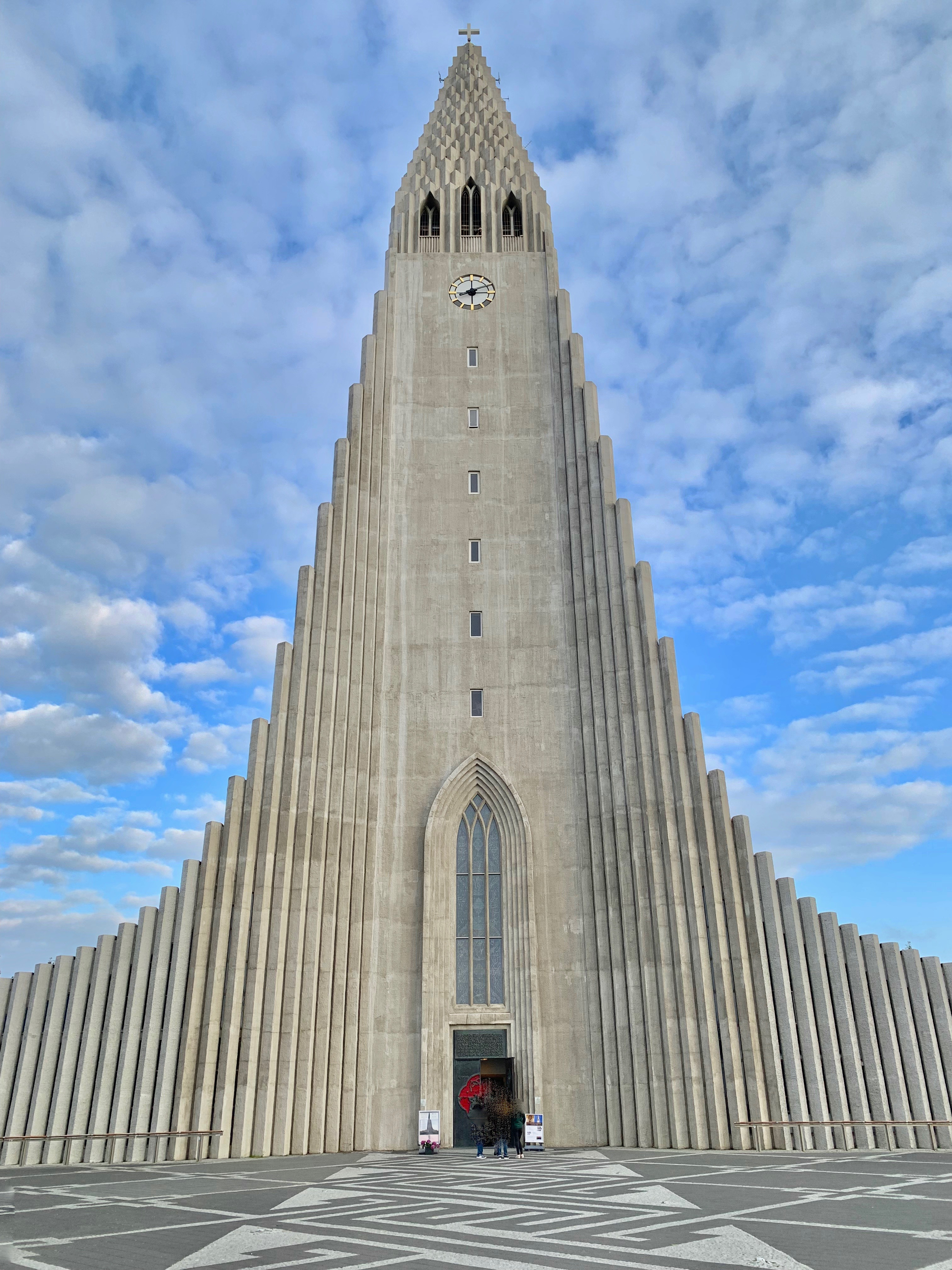
Hallgrímskirkja a Reykjavík, 1986 (Guðjón Samúelsson).
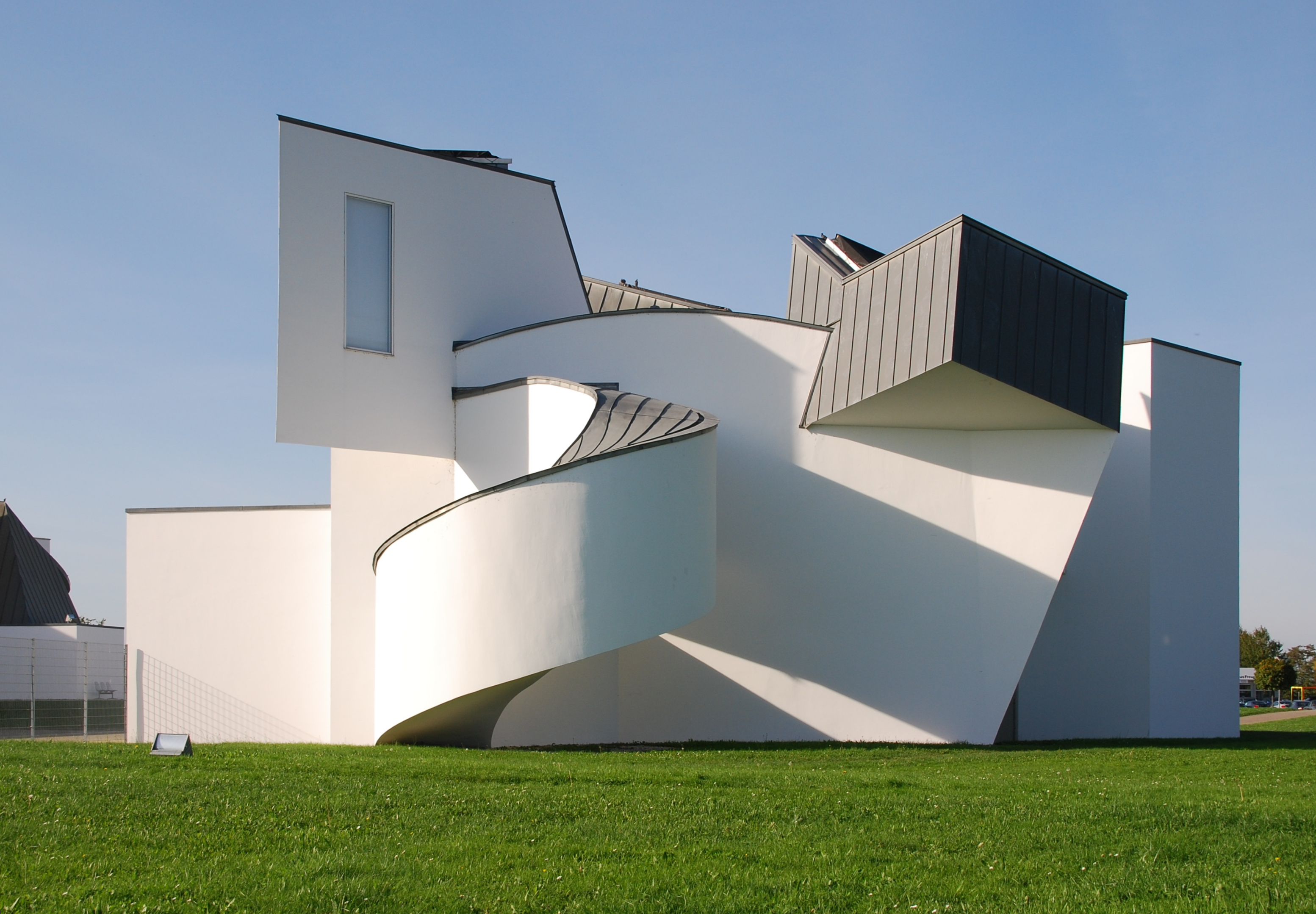
Vitra Design Museum di Weil am Rhein, 1989 (Frank Gehry).
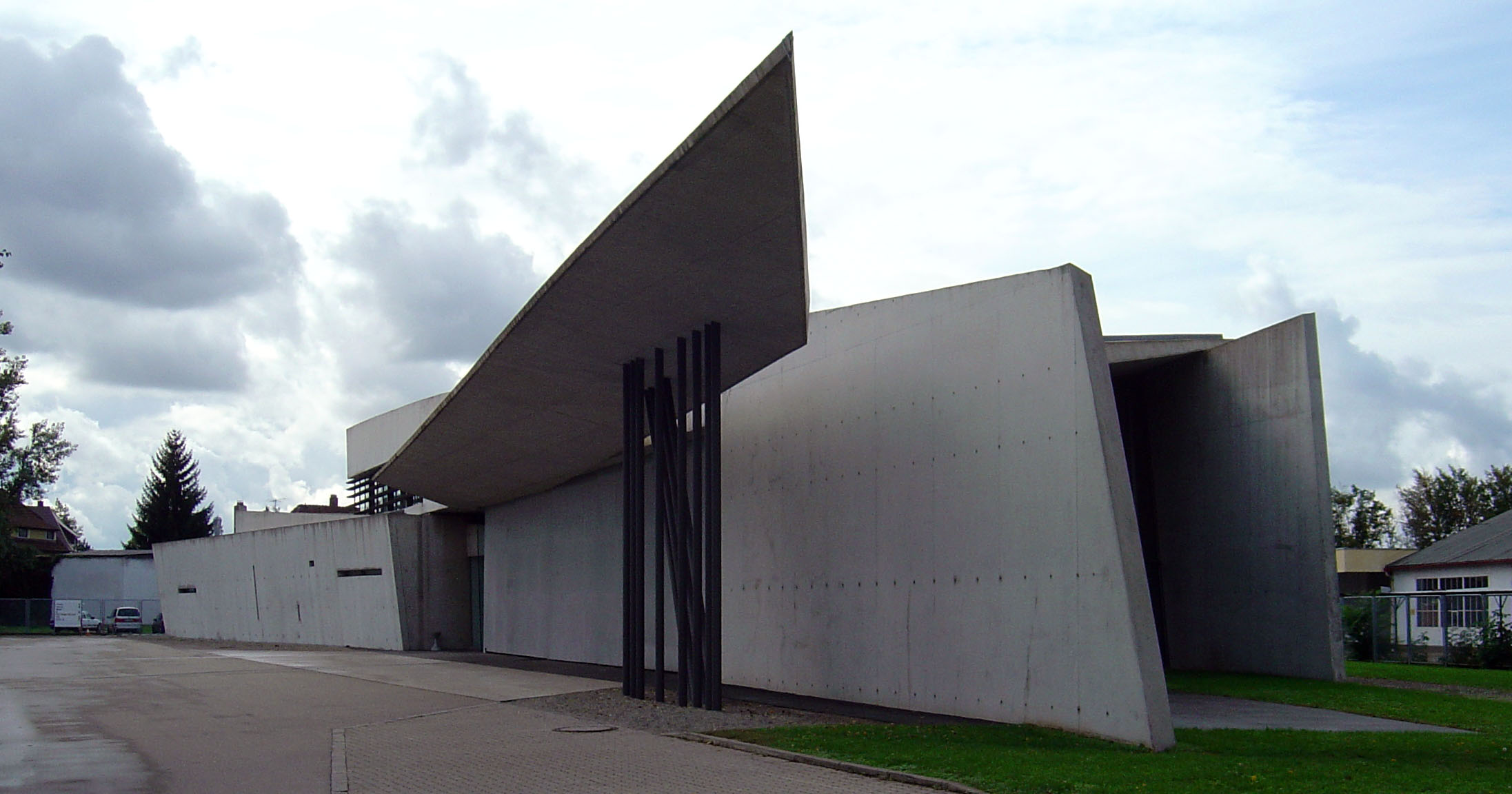
Vitra Fire Station a Weil am Rhein, 1994 (Zaha Hadid).
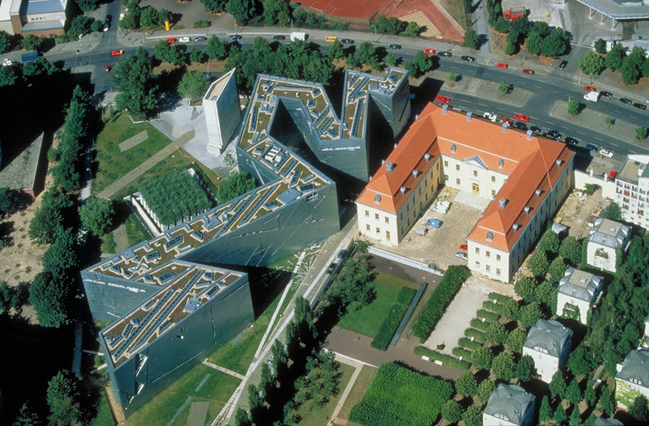
Museo Ebraico di Berlino, 1989–99 (Daniel Libeskind).
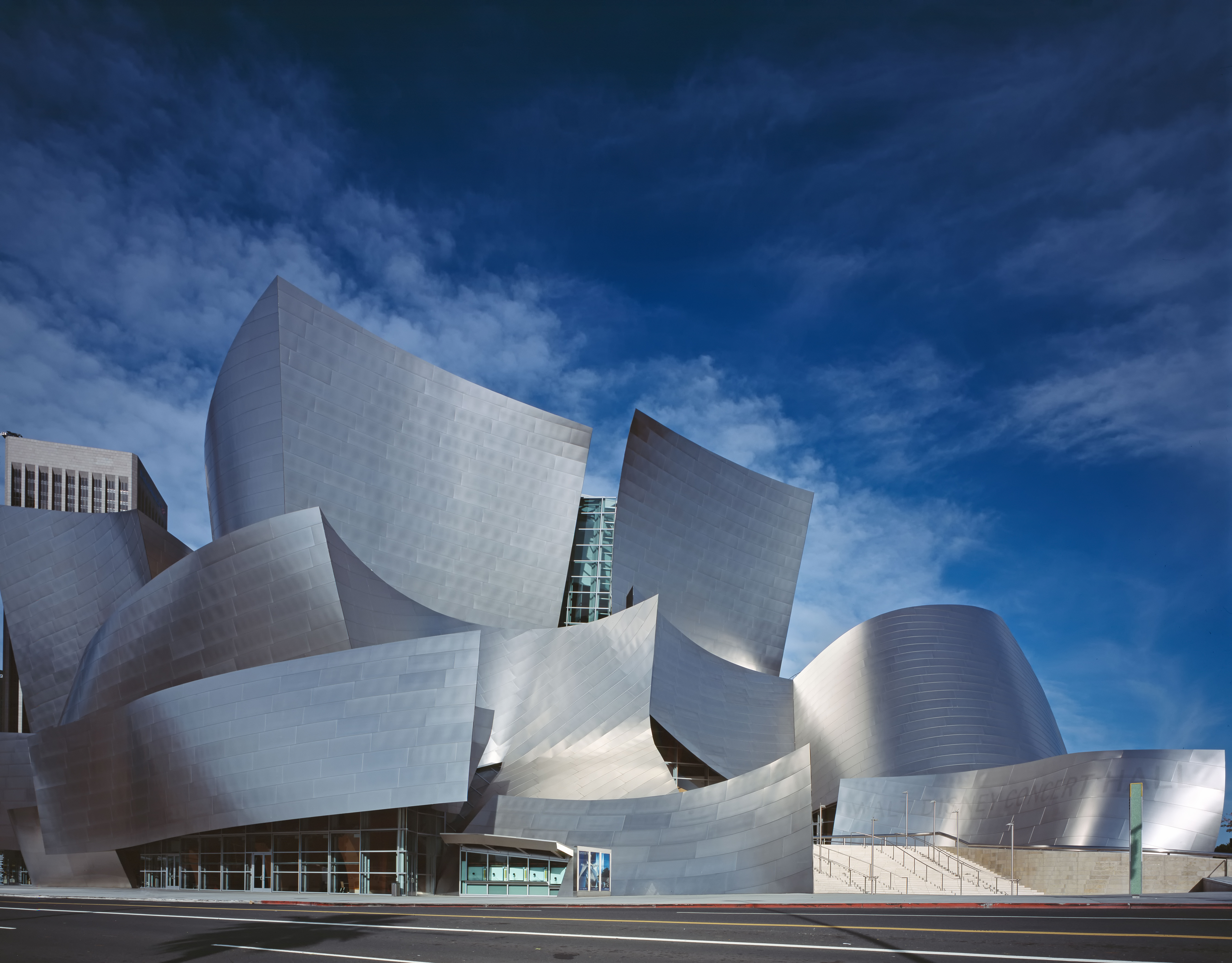
Walt Disney Concert Hall di Los Angeles, 2003 (Frank Gehry).
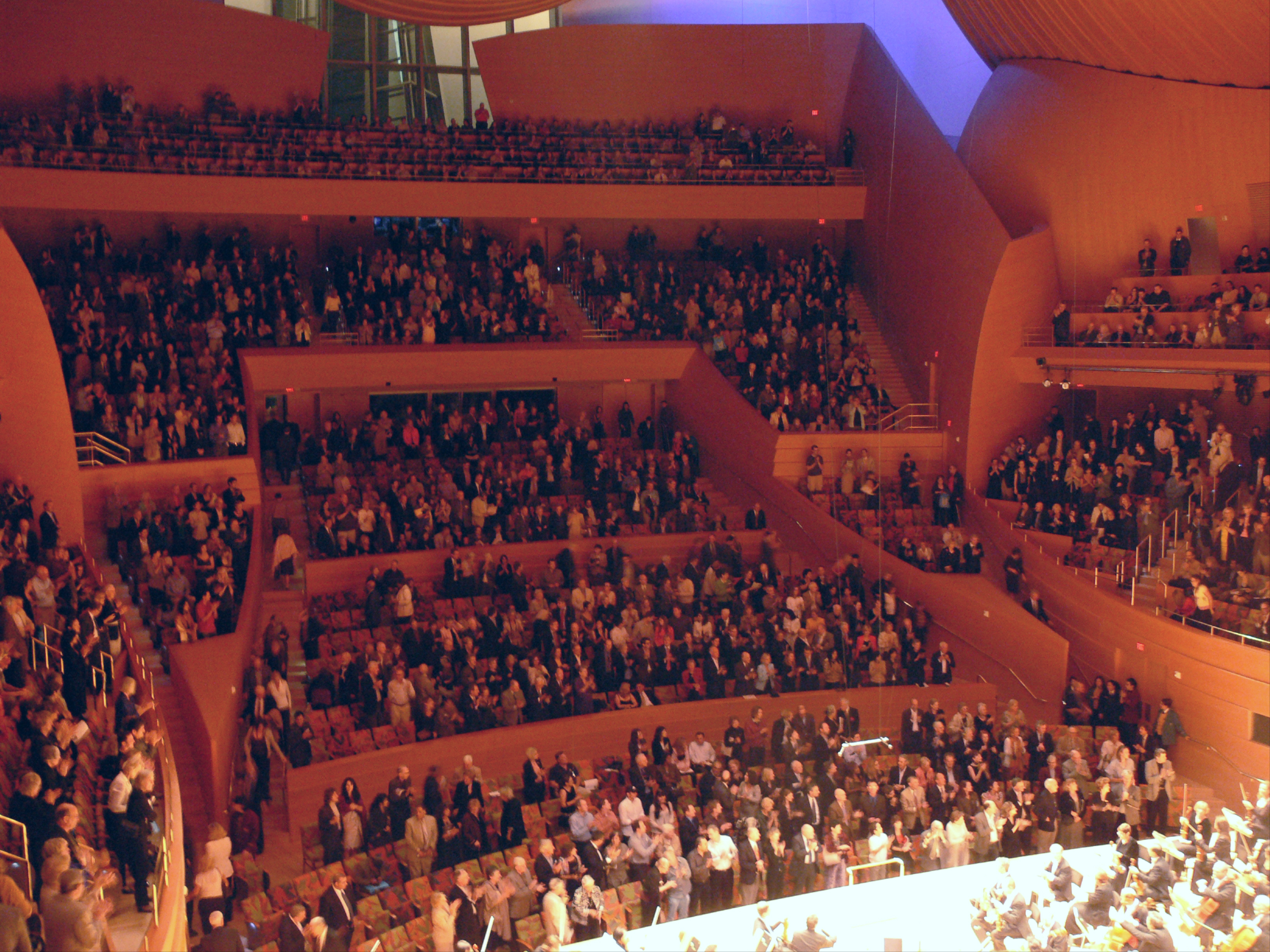
Walt Disney Concert Hall, all'interno.
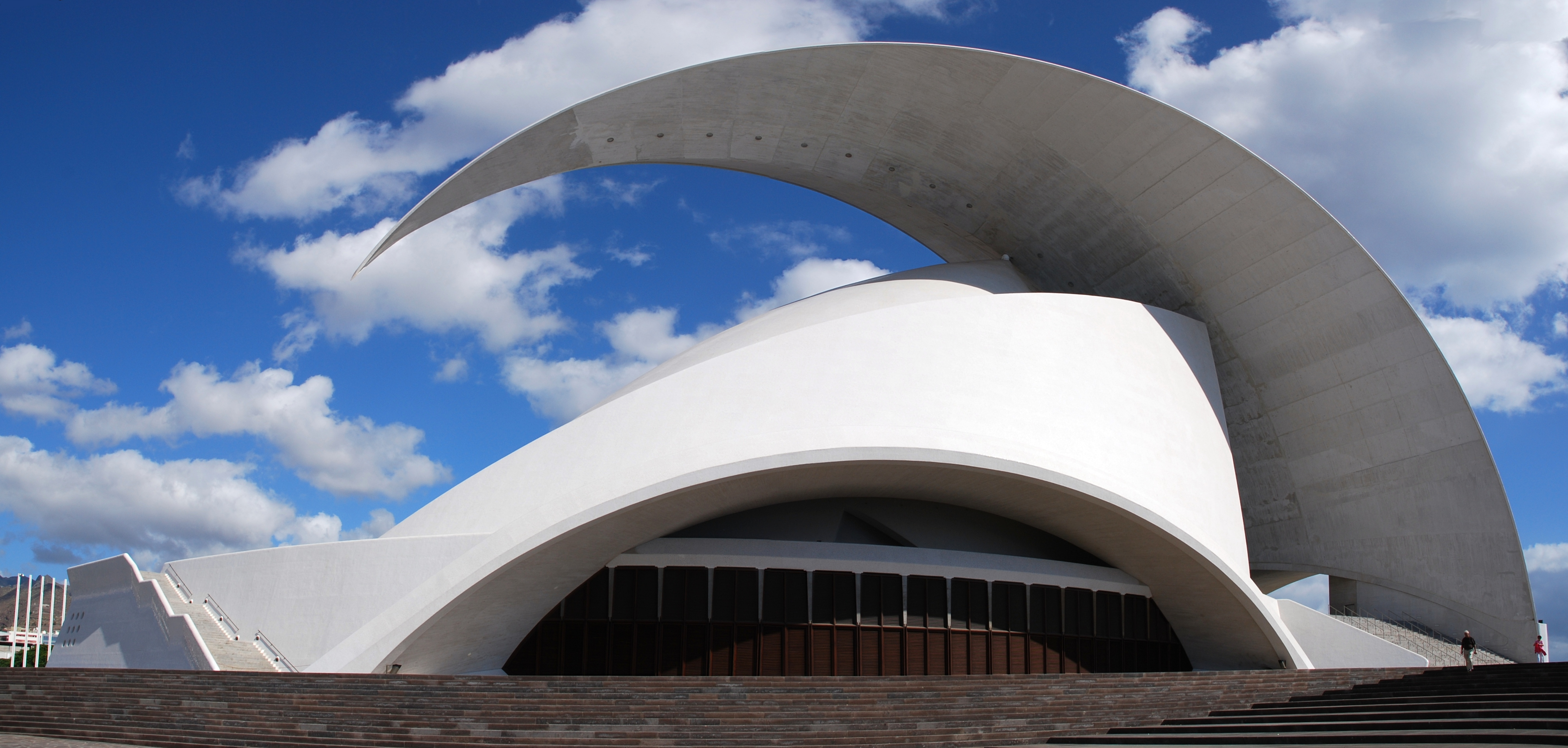
Auditorio di Tenerife, Isole Canarie, 2003 (Santiago Calatrava).

### 1900
- Prima reazioni all'Art Nouveau generate in parte da esigenze morali di uno stile più severo e disadorno e in parte da motivazioni di tipo razionalista che richiedono una giustificazione oggettiva delle scelte estetiche. L'Art Nouveau aveva tuttavia aperto un linguaggio di astrazione e indicato nella Natura un modello formale cui ispirarsi.[42]
- 25 agosto 1900, morte di Friedrich Nietzsche.

1905
- Formazione del movimento artistico espressionista Dresden Die Brücke.

1907
- Il poeta Paul Scheerbart offre un'immagine fantascientifica del futuro utopico.

1909
- (1909-1912) Adolf Loos tiene una serie di discorsi in tutta la Germania che alla fine diventano il suo saggio/manifesto satirico "Ornamento e delitto", che rifiuta l'ornamento applicato a favore dell'astrazione.
- La Neue Künstlervereinigung München viene fondata da Wassily Kandinsky e altri a Monaco.

### 1910
- Pubblicazione a Berlino delle riviste Der Sturm di Herwarth Walden e Die Aktion di Franz Pfemfert come portavoce della controcultura contro il Deutscher Werkbund.

1911
- Hans Poelzig apre uno studio a Breslavia (ora: Wrocław, Polonia). Progetta una torre dell'acqua per Posen (ora: Poznań, Polonia), descritta da Kenneth Frampton come riferibile a Die Stadtkrone di Bruno Taut, oltre ad un edificio per uffici che ha ispirato òa successiva "Mosse-Haus" berlinese di Erich Mendelsohn nel 1921.[42]
- Wassily Kandinsky si dimette dalla presidenza della Neue Künstlervereinigung München.
- Walter Gropius e Adolf Meyer costruiscono la Fagus Factory, Alfeld an der Leine.
- Der Blaue Reiter si forma e ha le prime mostre a Monaco e Berlino.

1912
- Hans Poelzig progetta un impianto chimico a Luban (ora: Luboń, Polonia), con masse di mattoni fortemente articolate.
- Wassily Kandinsky pubblica: Über das Geistige in der Kunst, ("Sullo Spirituale nell'Arte").
- Il lavoro della scuola di Amsterdam inizia con la cooperativa-commerciale Scheepvaarthuis (Shipping House), progettata da Johan van der Mey.

1913
- Michel de Klerk inizia a lavorare al primo di tre condomini a Spaarndammerplantsoen, Amsterdam; l'ultimo sarà completato nel 1921.
- Rudolf Steiner inizia a lavorare sul primo Goetheanum; i lavori vengono completati nel 1919.
- Peder Vilhelm Jensen-Klint vince il concorso di progettazione per la chiesa di Grundtvig a Copenaghen, in Danimarca.

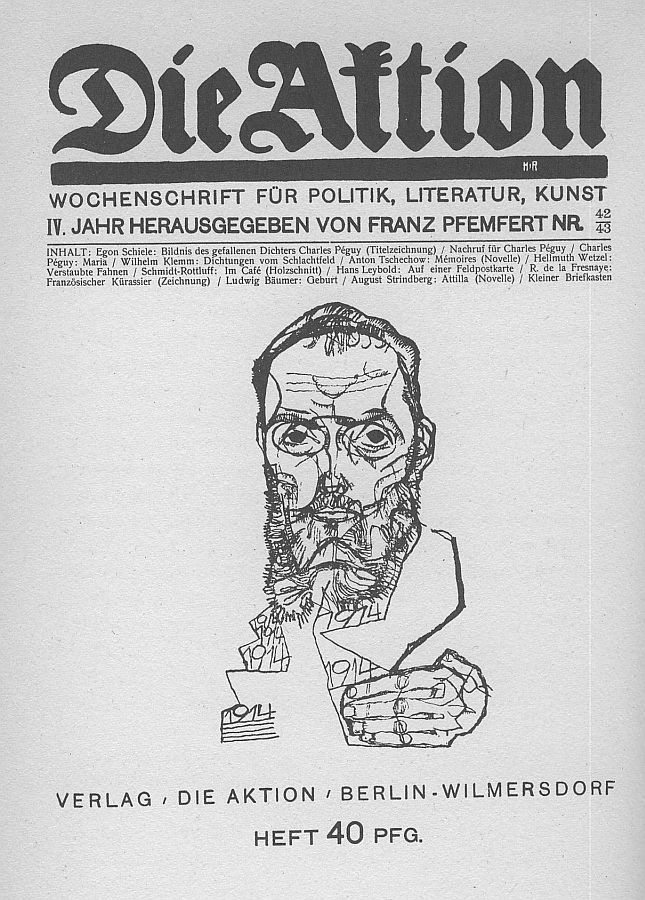
Prima pagina di 'Die Aktion' del 1914 con illustrazione di Egon Schiele.

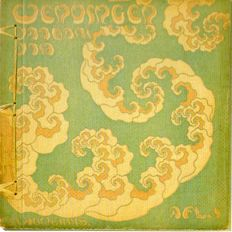
WENDINGEN 1918–1931, rivista olandese di architettura e arte. Tema principale: architettura espressionista (Amsterdam School, de Klerk, Kramer, Mendelsohn, Finsterlin, Feininger ed altri). Movimento contro "De Stijl" (architettura cubista) nel 1917.

### 1914
- Paul Scheerbart pubblica Glasarchitecktur.
- La mostra del Werkbund di Colonia evidenzia la divisione ideologica tra "collettivisti" (Typisierung) come Behrens e Muthesius, e "individualisti" come Taut, Van de Velde, Gropius.

1915
- Morte di Paul Scheerbart.
- Franz Kafka pubblica The Metamorphosis.

1917
- Michel de Klerk inizia a costruire l'Het Schip, il terzo e più completo condominio a Spaarndammerplantsoen, per la società di sviluppo Eigen Haard ad Amesterdam. I lavori vengono completati nel 1921.
- Bruno Taut pubblica architettura alpina.

1918
- Adolf Behne amplia le implicazioni socio-culturali degli scritti di Scheerbarts sul vetro.
- Fine della guerra - Rivoluzione repubblicana in Germania. I socialdemocratici formano i consigli dei lavoratori e dei soldati. Scioperi generali.
- Libera espressione della Scuola di Amsterdam illustrata nella rivista Wendingen (Changes).
- Novembre - Fondazione del Arbeitsrat für Kunst (Consiglio di lavoratori per l'Arte), fondato da Bruno Taut e Adolf Behne, modellato sui Soviet russi e con un programma di sinistra collegato alle attività utopistiche ed espressioniste, in cui si richiede una rivoluzione spirituale per accompagnare tale politica e la formazione da parte degli architetti di "Corporazioni" vincolate da un principio di "mutuo soccorso".
- Novembre - Fondazione del Novembergruppe che si fonderà con l'Arbeitsrat für Kunst il mese successivo. Esso proclama; la creazione di opere d'arte collettive, la creazione di alloggi di massa, la distruzione dei monumenti artisticamente privi di valore (questa era una reazione comune delle avanguardie artistiche contro il militarismo elitario, percepito come la causa della prima guerra mondiale).
- Dicembre - Arbeitsrat für Kunst dichiara i suoi obiettivi fondamentali nel programma Architeckturprogramm (Bruno Taut, chiamando a raccolta per la creazione di una nuova "opera d'arte totale", da crearsi con la partecipazione attiva del popolo.
- Bruno Taut pubblica Die Stadtkrone.

1919
- Viene pubblicato il Manifesto di primavera di Arbeitsrat für Kunst (Unione dei Lavoratori per l'Arte), un'alleanza per lo sviluppo artistico sotto l'ala dell'architettura: 50 artisti, architetti e mecenati si uniscono guidati da Bruno Taut, Walter Gropius e Adolf Behne.
- Aprile - Mostra teatrale di Erich Mendelsohn, Hannes Meyer, Bernard Hoetger, Max Taut e Otto Bartning intitolata "Una esposizione di architetti sconosciuti". Walter Gropius scrive l'introduzione, ora considerata una prima bozza per il programma Bauhaus pubblicata più avanti nel mese. Chiedeva una "Cattedrale del Futuro", per unificare l'energia creativa della società, come era avvenuto nel Medioevo.
- Il Bauhaus stabilisce e inizia la fase espressionista, che dura fino al 1923.
- Adolf Behne pubblica Ja! Stimmen des Arbeitsrates für Kunst a Berlino ("Sì! Voci dall'arte sovietica a Berlino").
- La Rivolta spartachista pone fine alle attività di Arbeitsrat für Kunst. Il gruppo dà inizio alla prima lettera utopica della corrispondenza nota come "Catena di Vetro" di Bruno Taut, in cui vengono coinvolti architetti precedentemente periferici: Hans Luckhardt, Wassili Luckhardt e Hans Scharoun. Le lettere richiedono ed invitano ad aderire a: 1. Ritorno all'integrazione caratteristica del cantiere medievale. 2. Forma irregolare. 3. Forma sfaccettata. 4. Monumenti in vetro.
- Apertura del Grosses Schauspielhaus di Hans Poelzig a Berlino. Le forme sospese e pendenti creano una "dissoluzione luminosa di forma e spazio".
- Bruno Taut lancia la rivista Frühlicht (Early Light).
- Bruno Taut e Hans Scharoun sottolineano l'importanza creativa dell'inconscio freudiano.
- Hans Poelzig è nominato presidente del Deutscher Werkbund.
- Inizia il lavoro di progettazione di Piet Kramer per De Dageraad. La costruzione è completata nel 1923. Mendelsohn lo vede come esempio maggiormente strutturale rispetto al lavoro di Hendrikus Wijdeveld.

### 1920
- Il 26 febbraio, al Marmorhaus di Berlino, viene proiettato il film Il gabinetto del dottor Caligari.
- Hans Poelzig dichiara la sua disponibilità verso la Catena epistolare. Disegna scene per Il Golem.
- La solidarietà della Catena epistolare è spezzata e la lettera finale viene scritta da Hermann Finsterlin. Hans Luckhardt riconosce l'incompatibilità tra forma inconscia libera e prefabbricazione razionalista e dichiara la sua adesione allo stile razionalista.
- Taut mantiene le sue opinioni scheerbartiane. Pubblica "Die Auflösung der Städt" (La dissoluzione della città) in linea con le tendenze socialiste anarchiche kropotkiniane. In comune con i Soviet, raccomanda la disgregazione delle città e il ritorno alla terra. Egli propone come modello la creazione di comunità agrarie e templi nelle Alpi. Le comunità residenziali sono separate in tre categorie: gli illuminati, gli artisti e i bambini. Secondo K. Framton si tratta di una formula autoritaria che, seppur socialista negli intenti, conteneva i semi del fascismo prossimo venturo.

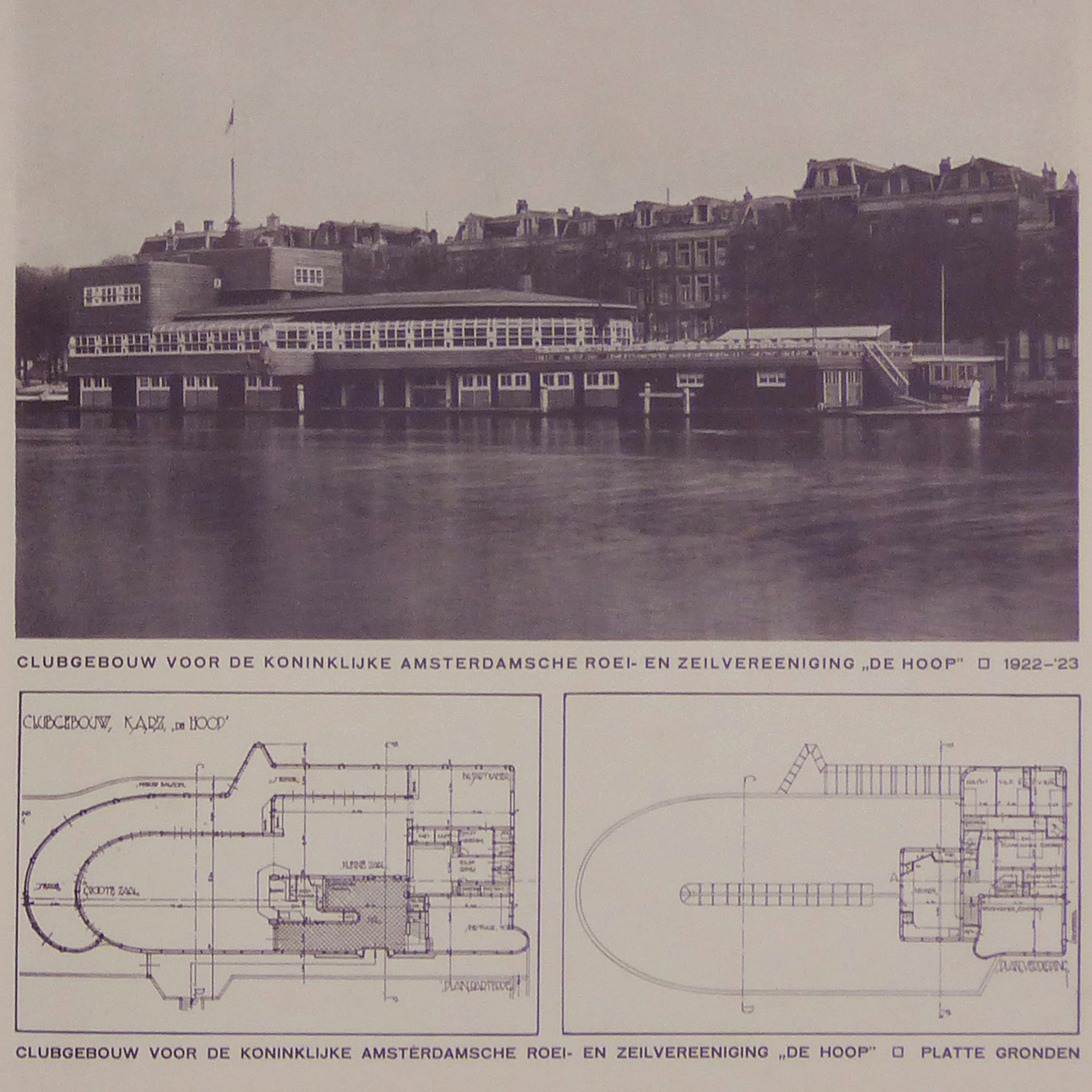
Clubhouse (1923) ad Amsterdam (Michel de Klerk).

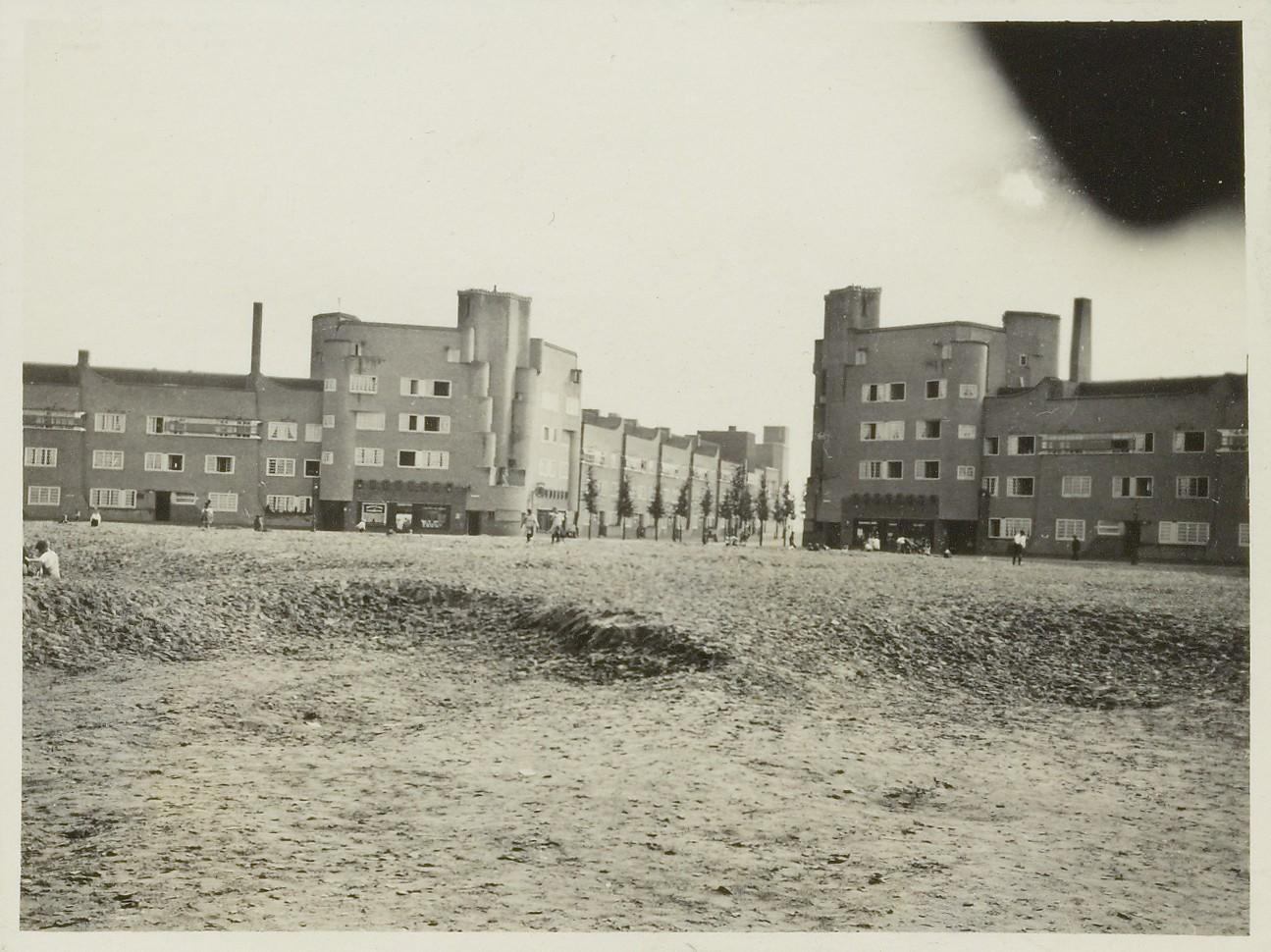
Amsterdam, Plan Zuid, PL-Takstraat (1923) (Piet Kramer, alto) (Michel de Klerk, basso).

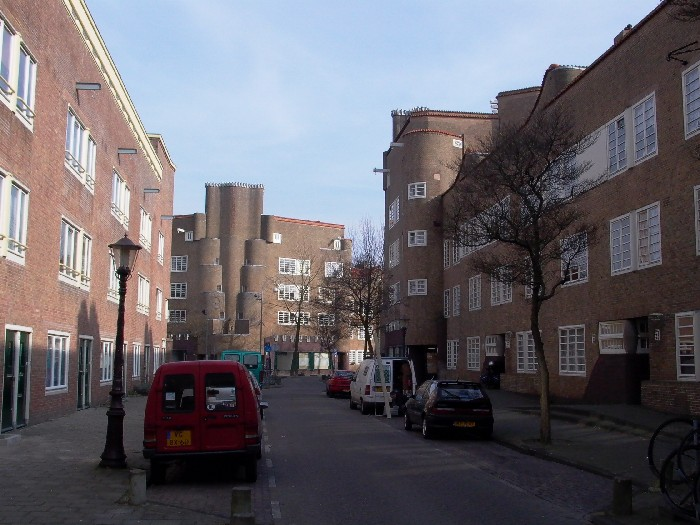
Amsterdam, Plan Zuid, PL-Takstraat, 1923. "Amsterdam, la Mecca dell'edilizia sociale"

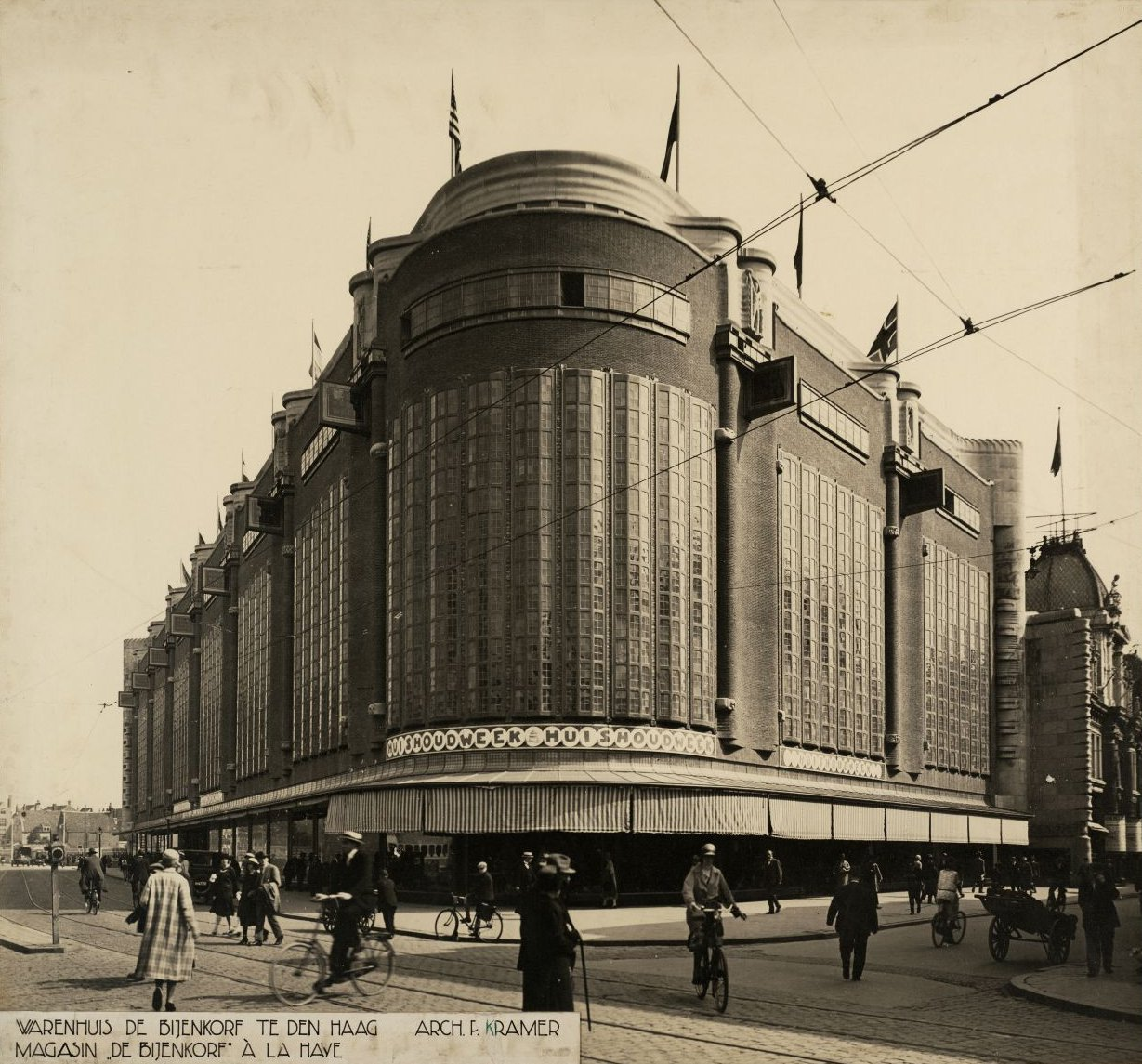
De Bijenkorf (1926) all'Aia, (Piet Kramer).

### 1921
- Taut è nominato architetto della città di Magdeburgo; fallisce nel suo tentativo di realizzare una sala espositiva municipale quando le dure realtà economiche della repubblica di Weimar diventano evidenti e le prospettive di costruire un "paradiso di vetro" diminuiscono.
- Walter Gropius progetta il Monumento ai Caduti di Marzo a Weimar . Viene completato nel 1922 e ispira il "gong dei lavoratori" nel film del 1927 Metropolis di Fritz Lang.
- Erich Mendelsohn visita i Paesi Bassi e in particolare le opere del gruppo olandese di Wendingen. Incontra i razionalisti JJP Oud e WM Dudok. Riconosce il conflitto tra approcci al progetto visionari e oggettivi.
- Viene inaugurato il Mossehaus di Erich Mendelsohn. È completata la costruzione della Torre di Einstein . Combina le forme scultoree del teatro di Van de Weldes presentato alla mostra del Werkbund con il profilo della Glashaus di Taut e l'affinità formale con l'architettura vernacolare olandese di Eibink e Snellebrand e Hendrikus Wijdeveld. Lo stesso Einstein lo visita e lo dichiara "organico".
- Mendelsohn progetta una fabbrica di cappelli a Luckenwalde, in cui mostra di essere influenzato dall'espressionista olandese De Klerk, impostando forme industriali drammatiche e alte contro elementi amministrativi orizzontali. Questo approccio è ripreso nella sua fabbrica tessile di Leningrado del 1925 e anticipa l'uso delle bande orizzontali nei suoi grandi magazzini a Breslavia, Stoccarda, Chemnitz e Berlino dal 1927 al 1931.
- Hugo Häring e Ludwig Mies van der Rohe presentano una candidatura al concorso per un edificio per uffici nella Friedrichstrasse, che rivela un approccio organico alla struttura ed è previsto completamente in vetro.

1922
- Ludwig Mies van der Rohe pubblica un progetto di grattacielo in vetro nell'ultimo numero di Frühlicht.
- Il castello di Toompea viene ricostruito per il Riigikogu a Tallinn, in Estonia, come l'unico edificio parlamentare in stile espressionista al mondo.
- Esce il film Nosferatu di FW Murnau.

1923
- La fase espressionista del Bauhaus si conclude. Gli argomenti normalmente indicati per spiegare tale epilogo sono che le forme espressioniste erano difficile da costruire e che l'inflazione dilagante in Germania aveva comportato la modifica del clima culturale in direzione di uno stile più sobrio; Jencks postula viceversa che tali argomentazioni siano troppo semplicistiche e sostiene che le cause siano da ricercare nel fatto che l'espressionismo era stato associato a un utopismo estremo a sua volta stato screditato dalla violenza e dallo spargimento di sangue mostrato in Europa, e che gli architetti modernisti si erano convinti che il nuovo stile razionalista fosse ugualmente espressivo e meglio capace di cogliere lo Zeitgeist (spirito del tempo). Non ci furono grandi disaccordi o dichiarazioni pubbliche a seguito di questo cambio di direzione: l'unica reazione visibile furono le dimissioni forzate del capo del corso base del Bauhaus, Johannes Itten, per essere sostituito dall'allora costruttivista László Moholy-Nagy.
- Chilehaus ad Amburgo di Fritz Höger.
- Walter Gropius abbandona l'espressionismo e passa al razionalismo.
- Bruno e Max Taut iniziano a lavorare su progetti di alloggi a basso costo finanziati dal governo.
- Mostra della Secessione di Berlino.
- Mies van der Rohe e Hans e Wassili Luckhardt dimostrano un approccio più funzionale e obiettivo.
- Rudolf Steiner progetta il secondo Goetheanum dopo che il primo viene distrutto da un incendio nel 1922. I lavori iniziano nel 1924 e terminano nel 1928.
- Michel de Klerk muore.

1924
- La Germania adotta il piano Dawes. Architetti appaiono or a più inclini a produrre alloggi a basso costo che a perseguire idee utopiche.
- Hugo Häring progetta un complesso agricolo. Utilizza espressivi tetti a falda in voluto contrasto con vistosi elementi tettonici e angoli arrotondati.
- Hugo Häring progetta Prinz Albrecht Garten, un complesso residenziale. Pur dimostrando un esplicito espressionismo manifesta un maggiore approfondimento sulla fonte interiore della forma.
- Fondazione del gruppo Zehnerring.
- 3 giugno, morte di Franz Kafka.
- Hermann Finsterlin inizia una serie di corrispondenza con Antoni Gaudí.[43]

1925
- Hans Poelzig abbandona l'espressionismo e torna al cripto-classicismo.
- Il gruppo Zehnerring si trasforma in "Der Ring". Hugo Häring è nominato segretario.
- Max Brod pubblica The Trial di Franz Kafka.
- Eugen Schmohl completa la Borsig-Tower a Berlino-Tegel.

1926
- La fondazione del collettivo di architetti Der Ring volta in gran parte le spalle all'espressionismoaderendo ad una visione maggiormente funzionalista.
- Wassily Kandinsky pubblica Point and Line to Plane.
- Max Brod pubblica Il castello di Franz Kafka.

1927
- Anzeiger-Hochhaus, Hannover di Fritz Höger.
- Chiesa di Grundtvig, Bispebjerg di Peder Vilhelm Jenser Klint.
- Uscita di lancio al cinema del celebre film Metropolis, di Fritz Lang.
- Viene costruita la Weissenhof Estate a Stoccarda. Gli architetti espressionisti, Taut, Poelzig, Scharoun, adottano lo stile razionalista (o internazionale).

1928
- Il Congrès International d'Architecture Moderne (CIAM) si riunisce in Svizzera. Hugo Häring non riesce a spostare il consenso dall'appello di Le Corbusier al razionalismo verso un approccio organico. Alla fine la visione scheerbartiana viene eclissata quando l'approccio non normativo orientato al "luogo" viene messo da parte.
- La Großmarkthalle di Francoforte (di Martin Elsaesser) è completata.
- La Cappella del Cimitero di Glienicke / Nordbahn (Germania) è completata. Architetto: Paul Poser.

1930
- Completamento di Europahaus a Lipsia.

1931
- Completamento de "La casa di Atlantide" a Böttcherstraße (Brema).

1938
- A seguito della presa del potere da parte dei nazisti in Germania, l'arte espressionista viene dichiarata fuorilegge come "arte degenerata".

1937
- Progetto di Hallgrímskirkja a Reykjavík, Islanda di Guðjón Samúelsson.

### 1940
- La sala da concerto della Filarmonica di Berlino viene distrutta nel 1944 dai bombardamenti durante la seconda guerra mondiale.

### 1950
- Le Corbusier costruisce Notre Dame du Haut segnalando la sua adesione ad un espressionismo architettonico della forma. Realizza anche l'Unité d'Habitation, che enfatizza l'espressione architettonica dei material, così come l'uso brutalista del béton brut (cemento armato) richiama l'analogo l'uso espressionista di vetro, mattoni e acciaio.

### 1960
- L'espressionismo rinasce senza il suo contesto politico come architettura fantastica.
- Ricostruzione della Filarmonica di Berlino nel 1963 realizzata da Hans Scharoun.
- Viene inaugurata in Italia la Chiesa dell'Autostrada di Giovanni Michelucci.

## Architetti espressionisti degli anni '20
- Adolf Behne
- Hermann Finsterlin
- Antoni Gaudí
- Walter Gropius – early period
- Hugo Häring
- Fritz Höger
- Bernhard Hoetger
- Michel de Klerk
- Piet Kramer
- Carl Krayl
- Erich Mendelsohn
- Hans Poelzig
- Hans Scharoun
- Rudolf Steiner
- Bruno Taut

## Precursori dell'architettura espressionista

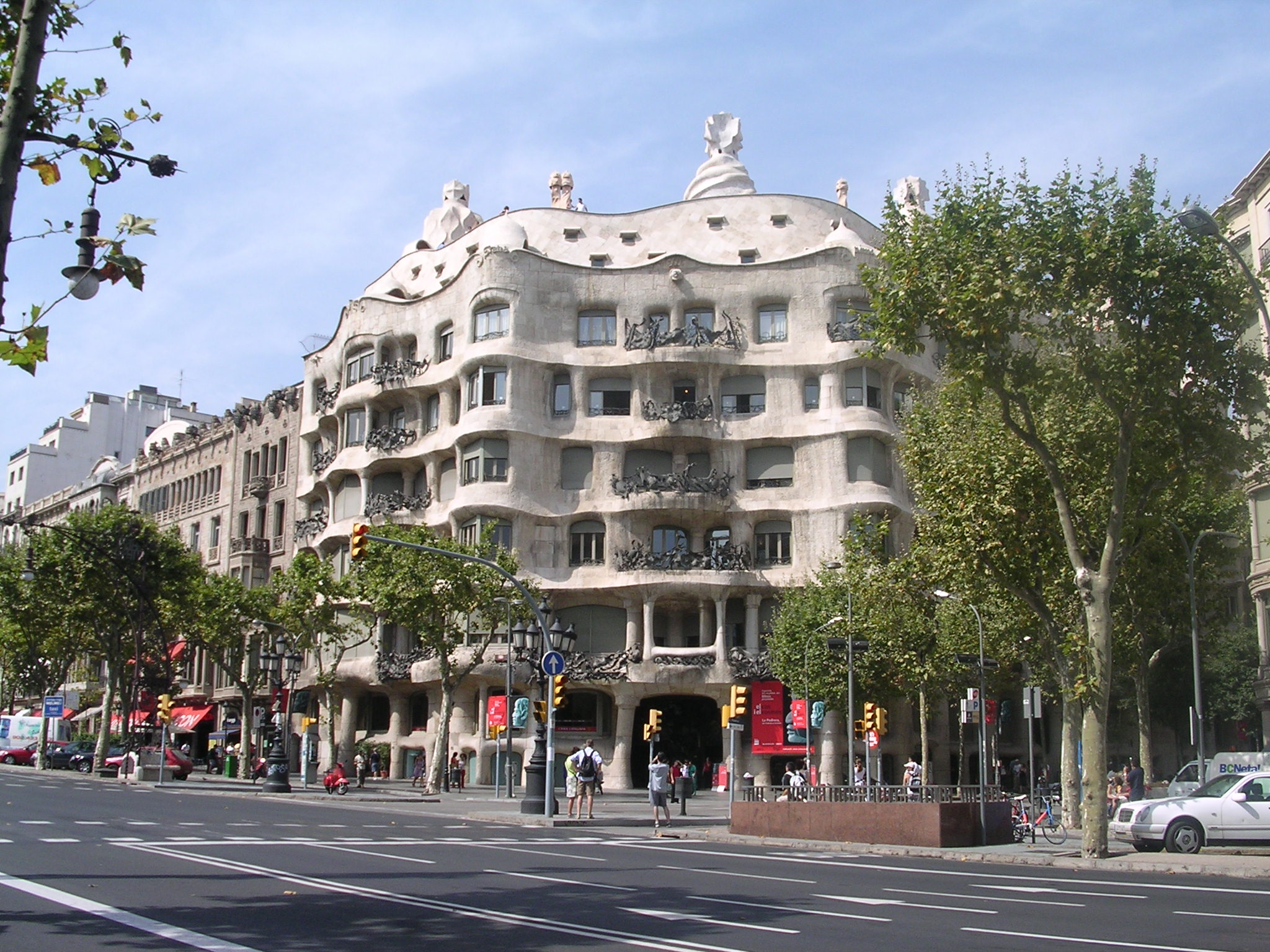
Casa Milà a Barcellona, 1905–12 (Antoni Gaudí).
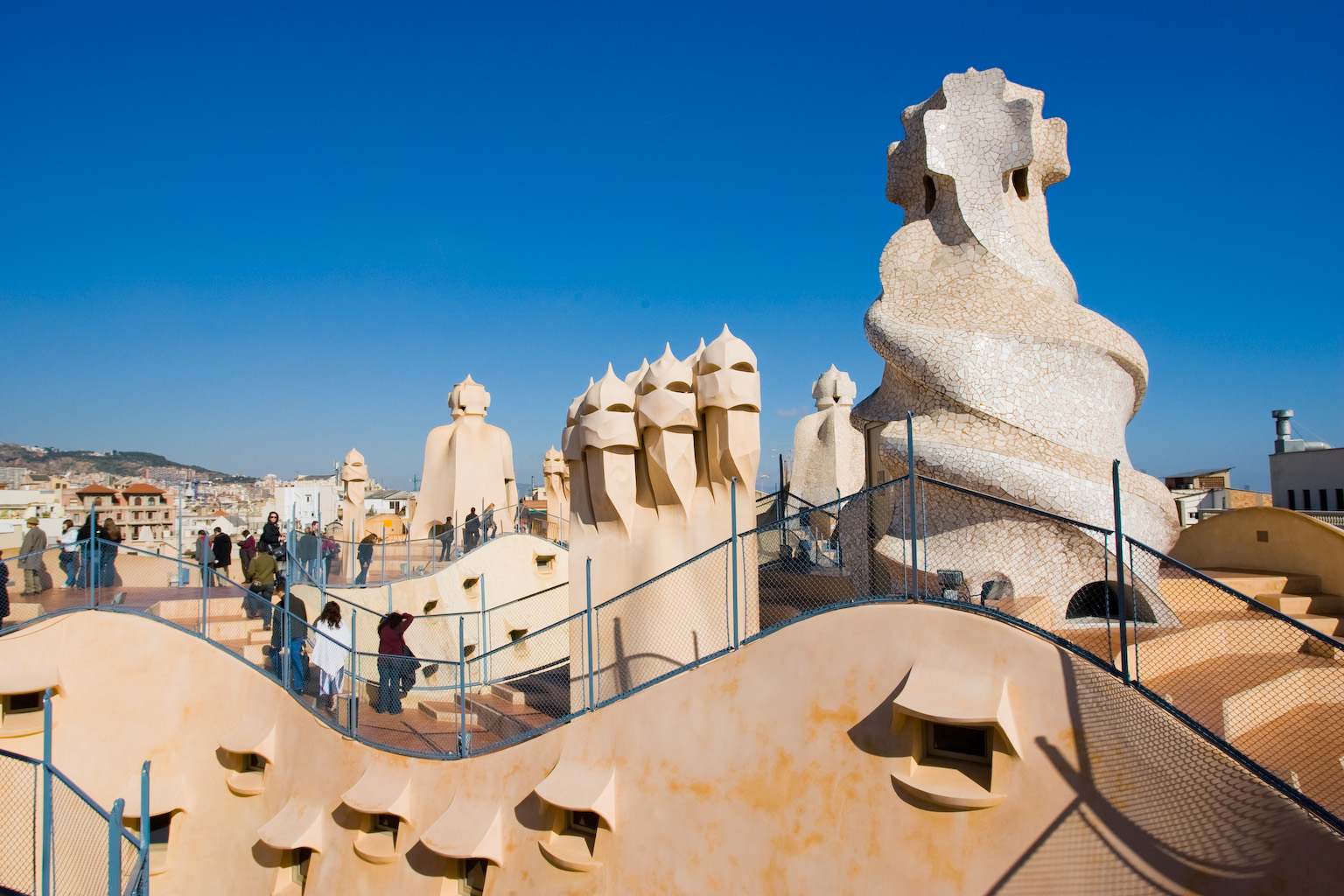
Tetto di Casa Milà a Barcellona.

## Eredità
L'eredità dell'architettura espressionista si è estesa ai movimenti successivi nel XX secolo. Il primo espressionismo è fortemente influenzato dall'Art Nouveau, che può essere considerato parte della sua eredità, mentre dopo il 1910 e inclusa la scuola di Amsterdam è considerato parte dell'eredità dell'Art Déco. Il movimento artistico della Nuova Oggettività (Neue Sachlichkeit) è sorto in diretta opposizione all'espressionismo. Una sorta di architettura neoespressionista contemporanea può essere letta nel decostruttivismo, nell'opera di Santiago Calatrava e nel movimento organico di Blobitecture.
Un altro movimento che è nato dall'espressionismo per diventare successivamente una tendenza a sé stante è l'Architettura Metaforica, che include elementi di biomorfismo e architettura zoomorfa. Lo stile è notevolmente influenzato dalla forma e dalla geometria del mondo naturale ed è caratterizzato dall'uso dell'analogia e della metafora come ispirazione e direttiva primaria per il design. Tra le voci più importanti della scuola di Architettura Metaforica vi è il dottor Basil Al Bayati i cui progetti sono ispirati da alberi, piante, lumache, balene, insetti, dervisci e persino miti e letteratura. È anche il fondatore della Scuola Internazionale di Architettura Metaforica a Málaga, in Spagna.
Molti dei fondatori e attori significativi dell'architettura espressionista costituiscono un importante punto di riferimento nella storia dell'"architettura moderna" del XX secolo. Ne sono un esempio Bruno Taut, Hans Scharoun, Walter Gropius e Mies van der Rohe. Nel 1927 Gropius, Taut, Scharoun e Mies progettavano secondo i dettami dello stile razionalista (o internazionale) e parteciparono alla progettazione urbana del quartiere Weissenhof. Gropius e Mies sono meglio conosciuti per il loro lavoro più genericamente modernista, ma il monumento ai Caduti di Marzo di Gropius e i progetti di edifici per uffici di Friedrichstrasse di Mies sono opere fondamentali dell'architettura espressionista. Lo stesso Le Corbusier ha iniziato la sua carriera come esponente del razionalismo, ma ha successivamente progettato opere che possono essere definite come "neoespressioniste".